# Presa de Damasc (1918)
La presa de Damasc es va produir el 1r d'octubre de 1918, després de la presa de Haifa i la victòria a la batalla de Samakh, que va obrir el camí a la persecució al nord des de la mar de Galilea i el la tercera batalla del Tansjordà que va obrir el camí a Dera i la persecució per l'interior, després de la decisiva victòria de la Força Expedicionària Egípcia (EEF) a la batalla de Meguidó durant la Campanya del Sinaí i Palestina de la Primera Guerra Mundial.
Damasc va ser capturat quan el Desert Mounted Corps (Cos Muntat del Desert) i l'Exèrcit Xerifià Hejaz del príncep Faisal van encerclar la ciutat, després d'una persecució de cavalleria cap al nord pels dos principals camins a Damasc. Durant la persecució cap a Damasc, moltes rereguardes establertes per les restes del 4t, 7è i 8è exèrcits otomà van ser atacades i capturades per l'Exèrcit Xerifià del príncep Faisal, la 4a i 5a divisions de cavalleria del Cos Muntat del Desert.
L'important èxit tàctic de la captura de Damasc va donar lloc a maniobres polítiques per part de representants de França, Gran Bretanya i la força del príncep Faisal.
Arran de les victòries a la batalla de Sharon i la batalla de Nablus durant la batalla de Meguidó, el 25 de setembre, els atacs combinats del XXI Cos, Cos Muntat del Desert, el XX Cos recolzat per amplis bombardeigs aeris, van aconseguir tots els objectius. El 7è i 8è Exèrcit Otomà als turons de Judea es van veure obligats a lluitar pels atacs a Tulkarem, i Tabsor a retirar-se, obligant al seu torn el 4t Exèrcit, a l'est del riu Jordà, a evitar el flanqueig retirant-se d'Amman quan van ser atacats per la Força de Chaytor. Com a conseqüència d'aquestes retirades, un gran nombre de presoners van ser capturats a Jenin mentre les columnes supervivents es van retirar darrere d'una forta rereguarda a Samakh.
El comandant de la Força Expedicionària Egípcia, el general Edmund Allenby, va ordenar al Cos Muntat del Desert del tinent general Harry Chauvel que perseguissin les restes dels tres exèrcits otomans i capturés Damasc. La 4a Divisió de Cavalleria va començar la persecució, atacant la rereguarda al llarg de la carretera interior a Irbid el 26 de setembre, a Er Remta i l'Exèrcit Xerifià del Príncep Faisal va capturar Dera el 27 de setembre. La Divisió Muntada Australiana va atacar la rereguarda al llarg de la carretera principal, a Jisr Benat Yakub el 27 de setembre, ocupant Quneitra l'endemà, a Sa'sa' el 29/30 de setembre, i a Kaukab i el congost de Barada el 30 de setembre, mentre que la 5è Divisió de Cavalleria també va atacar una rereguarda a Kiswe el mateix dia. Després d'aquests atacs i avenços reeixits, la 3a Brigada de Cavalleria Lleugera va rebre l'ordre de moure's cap al nord de Damasc, marxant per la ciutat el matí del 1r d'octubre per continuar el seu atac a les columnes en retirada, tallant la carretera cap a Homs.

## Antecedents
Amb les forces de l'Imperi Britànic havent aconseguit tots els objectius durant les batalles de Sharon i Nablus (trencant la línia del front otomà i els extensos atacs de flanc de les divisions d'infanteria que van continuar mentre les divisions de cavalleria van cavalcar molts kilòmetres per encerclar als otomans) es van destruir dos exèrcits otomans a l'oest del riu Jordà amb un 3r Exèrcit Otomà en plena retirada, molts dels quals es van veure obligats a marxar després que l'Exèrcit Xerifià tallés el ferrocarril del Hejaz, mentre que la meitat de la seva força va ser capturada per la Força de Chaytor. El Grup d'Exèrcits Yıldırım també havia perdut la major part del seu transport i armes, mentre que els avenços de la Força Expedicionària Egípcia van tensar encara més els seus serveis administratius i de transport.

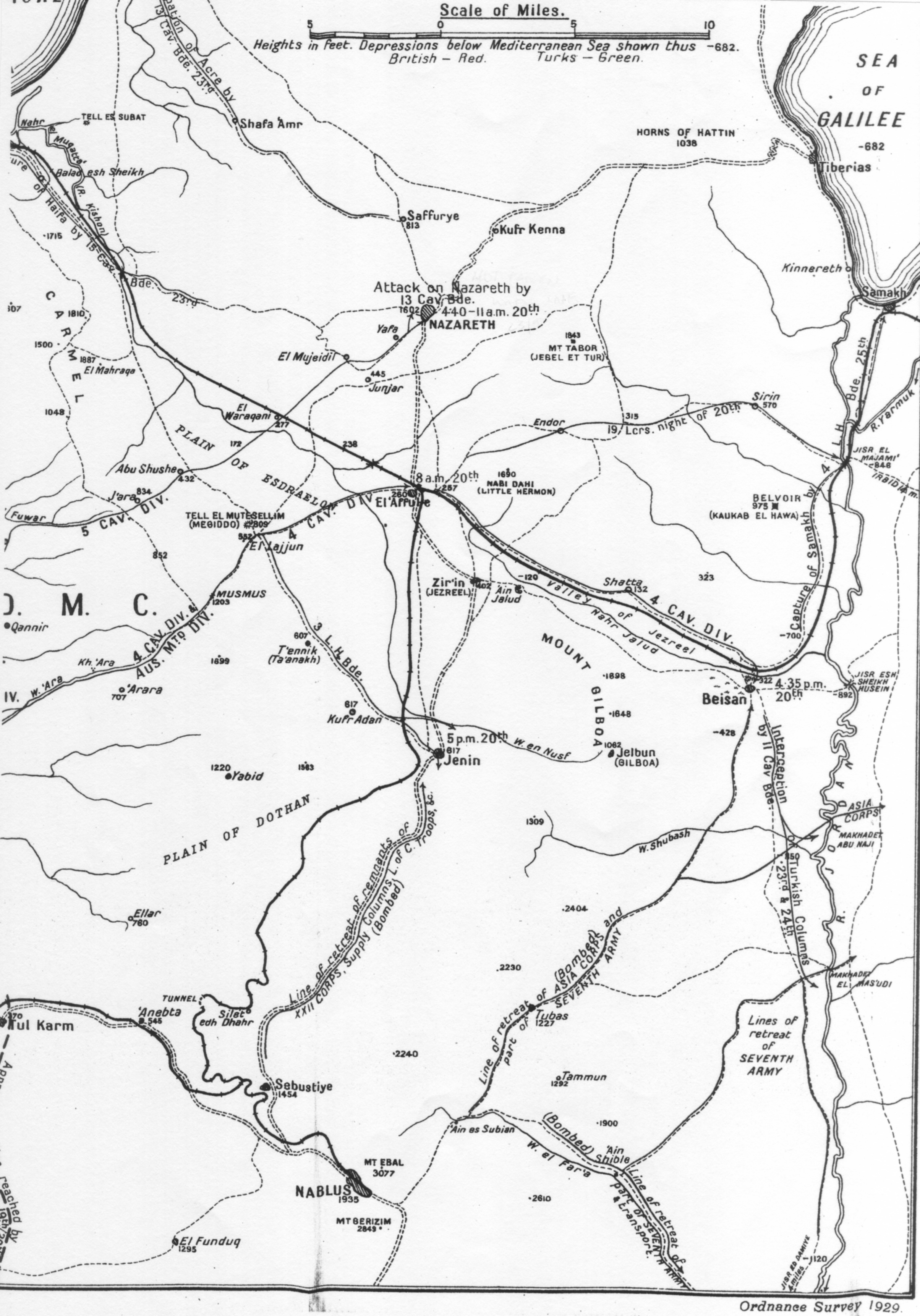
Mapa 21 de Falls. La cavalleria avança del 19 al 25 de setembre de 1918. El detall mostra l'avançament de la 5a Divisió de Cavalleria cap a Natzaret, la 4a Divisió de Cavalleria avançant cap a Afulah i Beisan, la Divisió Australiana avançant cap a Lajjun, la 3a Brigada de cavalleria lleugera avançant cap a Jenin, la 19a Divisió de Cavalleria a Jisr el Mejamie i la 4a Brigada de Caballeria Lleugera avançant cap a Samakh. També es mostren les tres línies principals de retirada bombardejades per avions i la retirada del7è Exèrcit Otomà i el Cos d'Àsia a través del riu Jordà.

A Lajjun el 22 de setembre, Allenby va explicar els seus plans a Chauvel per a un avanç cap a Damasc. Abans que això es pogués aconseguir, calia capturar Haifa i els nodes logístics importants. A més, el 4t Exèrcit Otomà encara tenia Amman i la rereguarda encara estava al seu lloc a Samakh. No obstant això, el 26 de setembre, l'Inspector General de Línies de Comunicació va prendre el control de tot el territori capturat fins a una línia que s'estenia des de Jisr ed Damieh (al riu Jordà) fins a Nahr el Faliq (a la mar Mediterrània). El mateix dia, destacaments del XX i XXI Cos s'havien traslladat al nord per fer-se càrrec de les funcions de guarnició a la plana d'Esdraelon, a Natzaret i a Samakh, i es va posar a la disposició del Cos Muntat del Desert el transport del XXI Cos.

## Preludi

### Liman von Sanders es retira

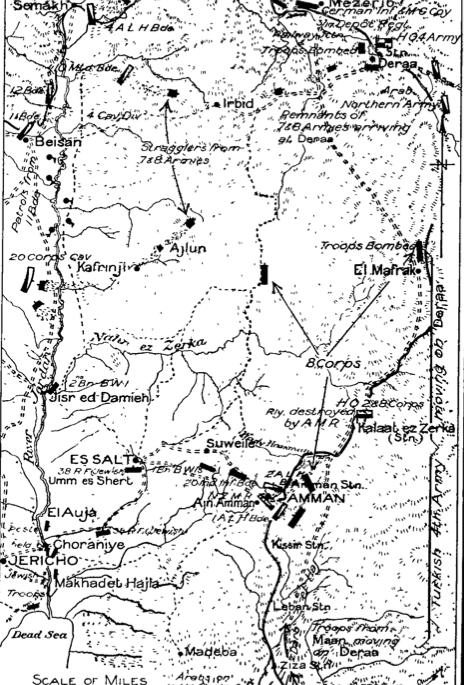
El mapa 43 de Gullett mostra el riu Jordà des de la mar Morta i Jericó fins a Semakh i el camí dels pelegrins de Ziza a Dera amb la 4a Brigada de Cavalleria Lleugera a Samakh, columnes otomanes en retirada, el quarter general del 4t Exèrcit Otomà a Dera i la Força de Chaytor a Amman el 25. setembre

Mentre Otto Liman von Sanders va estar fora de contacte fins a última hora de la tarda del 20 de setembre, després de la seva precipitada retirada de Natzaret a primera hora del matí, el 4t Exèrcit Otomà, encara sense ordres, es va mantenir ferm. Liman va continuar el seu viatge per Tiberíades i Samakh on va ordenar una rereguarda a última hora de la tarda, arribant a Dera el matí del 21 de setembre, camí de Damasc. Aquí va ordenar que s'establís la línia Irbid-Dera i va rebre un informe del 4t Exèrcit, al qual va ordenar retirar-se sense esperar que les tropes del ferrocarril del Hijaz del sud enfortèssin la nova línia defensiva.
Liman von Sanders havia trobat Dera «bastant segura» a causa de les accions del seu comandant, el major Willmer, a qui va posar al comandament temporal de la nova línia del front des de Dera fins a Samakh. Mentre estava a Dera durant la nit del 21 de setembre, Liman von Sanders es va reunir amb líders de diversos milers de drusos, que van acceptar mantenir-se neutrals. Va arribar a Damasc el vespre del 23 de setembre, ja havia arribat el seu personal. Aquí, va demanar al 2n Exèrcit que estava guarnició del nord de Síria per avançar a la defensa de Damasc. Dos dies després, el 25 de setembre, Liman von Sanders va ordenar que el seu personal tornés a Alep.

#### El Grup d'Exèrcits Yıldırım es retira
Entre 6.000 i 7.000 soldats alemanys i otomans restants del 4t, 7è i 9è Exèrcit Otomà havien aconseguit retirar-se via Tiberíades o Dera cap a Damasc, abans que aquests llocs fossin capturats el 25 i 27 de setembre, respectivament, i es trobaven a Muzeirib o al nord de Muzeirib.
El 26 de setembre el coronel von Oppen, comandant del Cos d'Àsia (Asien-Korps, anteriorment part del 8è Exèrcit) va arribar a Dera amb 700 homes, inclosa la 205a Companyia «Pioniere». Liman von Sanders va ordenar a von Oppen que es retirés amb tren; el Cos d'Àsia va sortir de Dera a les 05:30h del 27 de setembre abans que els irregulars xerifians capturessin la ciutat. El tren de von Oppen es va retardar nou hores per una interrupció a la línia de 460 m de llarg a 50 km al nord de Dera, per arribar a Damasc el matí següent, 28 de setembre. El Cos d'Àsia va rebre l'ordre de continuar en tren fins a Rayak, on el cos de von Oppen havia de reforçar una línia defensiva.

### Els plans d'Allenby i preparatius
Després de la seva reunió inicial amb Chauvel a Lajjun el 22 de setembre pel que fa a la persecució proposada, Allenby va respondre el 25 de setembre al Cap de l'Estat Major Imperial (Sir Henry Wilson) sobre la pressió per a un avanç cap a Alep. En la seva resposta, Allenby va advocar per un «avançament per etapes», tal com s'havia fet anteriorment. Va afegir que aquest plantejament seria necessari «fins que el Gabinet de Guerra estigui preparat per emprendre una operació combinada naval i militar a gran escala a Alexandretta, i per mantenir per mar les forces militars emprades en ella».
Una conferència a Jenin el 25 de setembre amb el GHQ i els estats majors del Cos Muntat del Desert, va ser seguida l'endemà per una reunió de comandants del cos presidida per Allenby i es van emetre ordres per a la persecució el 27 de setembre. Allenby va descriure el seu avanç previst a Damasc fins a Wilson el 25 de setembre. La primera etapa de la línia, «Damasc-Beirut» havia de començar aviat. Mentre una divisió d'infanteria marxava per la costa des de Haifa fins a Beirut, tres divisions del Cos Muntat del Desert avançarien cap a Damasc. La quarta divisió que havia capturat Amman havia de romandre per capturar les unitats del 4t Exèrcit en retirada de Ma'an. Allenby va planejar que la Força de Chaytor es reincorporés al Cos Muntat del Desert a Damasc. La 7a Divisió (Meerut) no va abandonar Haifa fins al dia de la captura de Damasc, el 1r d'octubre. Les tropes capdavanteres van arribar a Beirut el 8 d'octubre.
Amb la 5a Divisió de Cavalleria del general H. J. Macandrew avançant, la Divisió Muntada Australiana del general H. W. Hodgson va rebre l'ordre d'avançar cap a Damasc (a 140 km de distància) viatjant al llarg de la costa oest de la mar de Galilea i al voltant del seu extrem nord, a través del el riu Jordà superior al sud del llac Hula, passant per Quneitra i per l'Hauran i fins a Damasc.
La 4a Divisió de Cavalleria del general G. de S. Barrow va rebre l'ordre de viatjar al nord des de Bet-Xean i travessar el riu Jordà a Jisr el Mejamie abans d'avançar cap a l'est per Irbid fins a Dera amb l'esperança de capturar les restes en retirada del 4t Exèrcit Otomà. Si no aconseguien capturar les columnes en retirada, les havien de perseguir cap al nord per l'antic camí dels pelegrins i el ferrocarril del Hijaz fins a Damasc, a 230 km de distància.
Les divisions 3a (Lahore) i 7a (Meerut) del XXI Cos es van traslladar a la guarnició de Haifa, Natzaret i Samakh; el 2n Batalló Regiment de Leicestershire, 28a Brigada (7a Divisió (Meerut)) va ser transportat cap a Haifa en camions amb subministraments per a sis dies per rellevar la 5a Divisió de Cavalleria el matí del 25 de setembre, la 21a Brigada (7a Divisió (Meerut)) va marxar per la costa per arribar a Haifa el 27 de setembre, la 7a Brigada (3a Divisió (Lahore)) va marxar cap al nord cap a Jenin i cap a Natzaret, on van separar un batalló abans de continuar cap a la guarnició de Samakh el 28 de setembre.

## La persecució

### Captura de Deraa per l'Exèrcit Xerifià

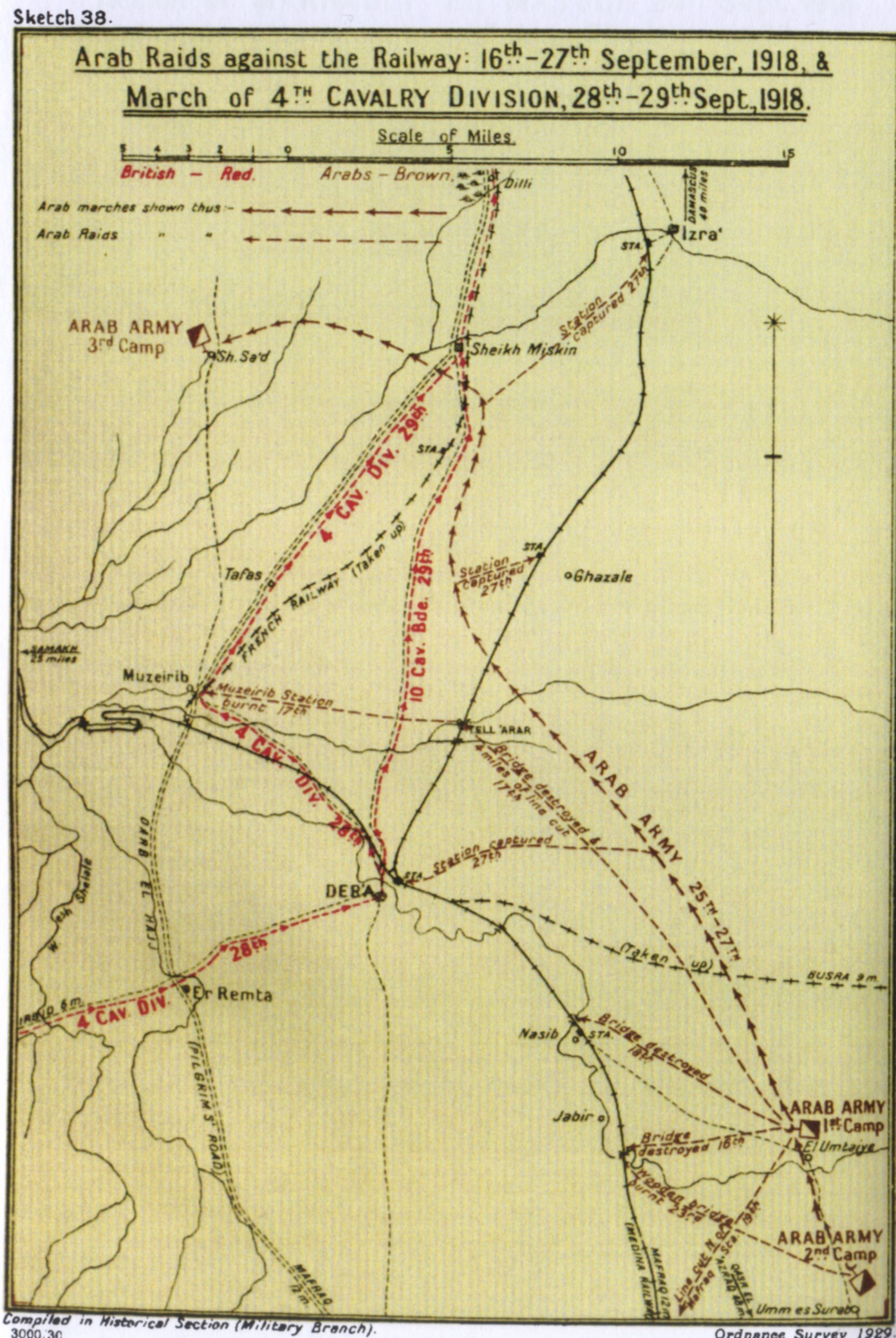
El mapa 38 de Falls mostra les incursions àrabs al ferrocarril del Hijaz entre el 17 i el 27 de setembre, l'avanç de l'Exèrcit Xerifià i la 4a Divisió de Cavalleria a la regió de Dera

La participació limitada de la força del príncep Faisal havia estat convidada el 21 de setembre, quan un avió de la RAF va lliurar notícies de l'ofensiva reeixida d'Allenby i de la destrucció del 7è i 8è Exèrcit Otomà, a la seva base avançada a Al-Àzraq. L'avió també portava instruccions del tinent coronel Alan Dawnay, responsable de l'enllaç entre la Força Expedicionària Egípcia i els àrabs, informant al príncep Faisal que havien tancat totes les vies d'escapament, excepte la vall de Yarmuk, que es trobava a l'est del Jordà. El missatge exhortava als àrabs a intentar tallar aquesta ruta i es va deixar clar al príncep Faisal que la seva força no havia de «embarcar-se en cap empresa cap al nord, com ara un avanç cap a Damasc, sense obtenir prèviament el consentiment del comandant en cap».
Allenby va escriure al príncep Faisal:
| «                                                           | No hi ha cap objecció que Vostra Altesa entri a Damasc tan bon punt considereu que ho podeu fer amb seguretat. Envio tropes a Damasc i espero que a partir d'avui hi arribin d'aquí a quatre o cinc dies. Confio que les forces de Vostra Altesa puguin cooperar, però no hauríeu de relaxar la vostra pressió al districte de Dera, ja que és de vital importància tallar les forces otomanes que es retiren al nord de Ma'an, Amman i Es Salt. | » |
| — Carta d'Allenby al Príncep Faisal, 25 de setembre de 1918 | |   |

Quan les restes del 4t Exèrcit Otomà es retiraven cap al nord via Dera, van ser perseguits al llarg de «molts kilòmetres sense aigua», per forces àrabs que «es van unir a les forces de Faisal, amb conseqüències horribles». Tres quartes parts de la força de 4.000 homes del príncep Faisal, inclosa la força de camells de Nuri esh Shalaan, eren irregulars. Havien fet una marxa forçada durant la nit del 26 al 27 de setembre, travessant el ferrocarril al nord de Dera i trencant els rails per arribar a Sheikh Sa'd, a 24 km al nord-oest de Dera, a la matinada del 27 de setembre. Auda abu Tayi va capturar un tren i 200 presoners a l'estació de Ghazale, mentre que Talal va prendre Izra uns pocs kilòmetres al nord. Un total de 2.000 presoners van ser capturats entre el migdia del 26 de setembre, i el migdia del 27 de setembre, quan l'Anazeh (una confederació tribal àrab) va atacar la rereguarda que defensava Dera. Els combats a la ciutat van continuar fins a la nit.
A Dera, el tinent coronel T. E. Lawrence i el coronel Nuri Bey es van trobar amb Barrow quan la 4a Divisió de Cavalleria va entrar a la ciutat el 28 de setembre, acordant cobrir el flanc dret de la divisió durant la seva persecució cap al nord fins a Damasc.

### La 4a Divisió de Cavalleria

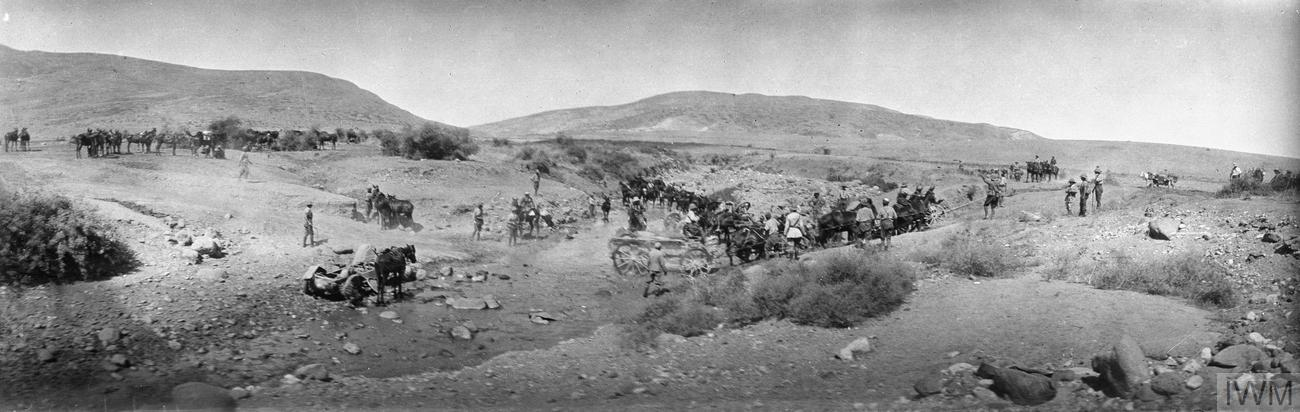
Transport que va travessar el uadi El Bireh, prop de Jisr el Mejamie, el 27 de setembre; van trigar dos dies a passar 30 camions. Aquí 14 camions alemanys van encallar i van ser abandonats

La 4a Divisió de Cavalleria va començar la persecució amb el Cos Muntat de Desert via Dera, el dia abans que la Divisió Australiana de Cavalleria amb la 5a Divisió de Cavalleria en reserva, comencés la seva persecució a Damasc via Quneitra.
La 4a Divisió de Cavalleria Central de l'Índia (38a Rei Jordi), de la 10a Brigada de Cavalleria, que havia estat en la guarnició de Jisr el Mejamie des del 23 de setembre, es va unir allà el 25 de setembre amb la resta de la 10a Brigada de Cavalleria, que venia de Beisan. Se'ls va ordenar avançar el més ràpidament possible cap a Irbid i Dera, i contactar amb la força àrab del príncep Faisal. La brigada va sortir de Jisr el Mejamie i va travessar el riu Jordà el 26 de setembre, ja que la resta de la 4a Divisió de Cavalleria va sortir de Beisan cap a Jisr el Mejamie; la 11a Brigada de Cavalleria a la rereguarda de la divisió, va arribar a Jisr el Mejamie a les 18:30h d'aquell dia.

#### Irbid, 26 de setembre

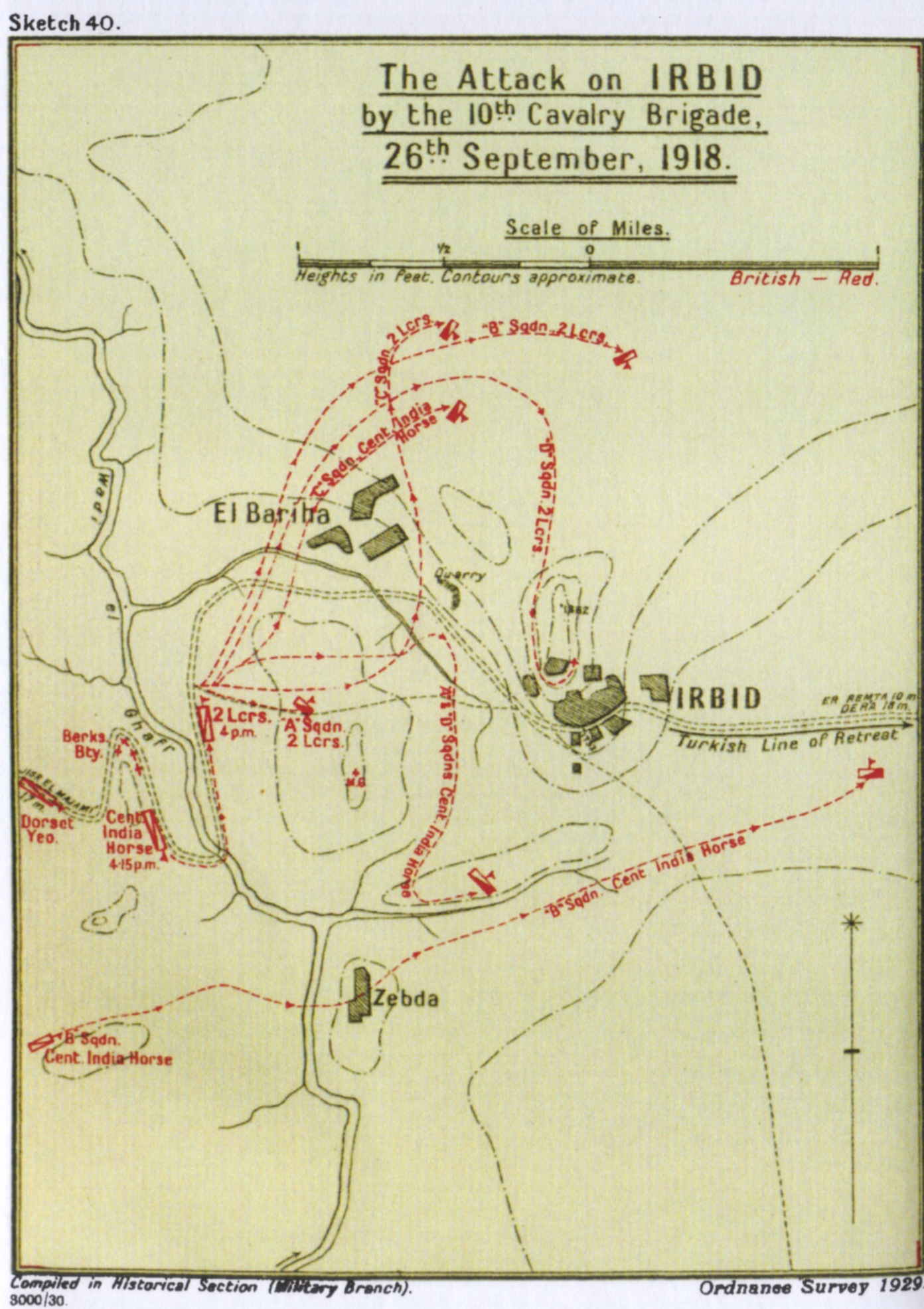
Mapa 40 de Falls. Atac de la 10a Brigada de cavalleria a Irbid

A última hora de la tarda del 26 de setembre, la 10a Brigada de Cavalleria va ser atacada per la guàrdia de flanc del 4t Exèrcit que mantenia controlada la zona al voltant d'Irbid. Formada per la guarnició d'Amman del 4t Exèrcit (menys la seva rereguarda capturada a Amman), segons Archibald Wavell, aquestes tropes no havien «entrat en molts combats», i Anthony Bruce argumenta que estaven «encara intactes com a força de lluita tot i que... [estaven]... en ràpida retirada».
El 2n Llancers van intentar un atac muntat sense reconeixement i sense conèixer la mida de la força defensora; la càrrega va fracassar patint greus pèrdues, abans que l'artilleria pogués posar-se en posició.

#### Ar Ramtha, 27 de setembre
A Ar Ramtha una altra forta posició de rereguarda va ser capturada per la 10a Brigada després del que Wavell va descriure com a «lluita considerable». El 146è Regiment, comandat pel tinent coronel Freiherr von Hammerstein-Gesmold, havia arribat a Ar Ramtha el dia abans de l'atac. Aquest regiment, juntament amb la 3a Divisió de Cavalleria i el 63è Regiment, etc., havien format les tropes 4t Exèrcit.
L'1/1 Dorset Yeomanry de la 10a Brigada de Cavalleria, amb una subsecció de l'esquadró de metralladores, va viatjar des de la zona d'Irbid a les 07:15h del 27 de setembre a l'avantguarda. Un avió britànic va emetre un missatge 3,2 km més enllà del Wadi Shelale que informava que Ar Ramtha estava lliure de les forces otomanes; tanmateix, quan dues tropes s'acostaven al poble, se'ls va disparar a una distància de 910 m i 300 tropes otomanes o alemanyes van avançar fora del poble per a l'atac amb una força avançada de 100 soldats desplegada per a l'atac, mentre que 200 amb quatre metralladores avançaven darrere seu com a suport. Tres tropes de la Dorset Yeomanry van carregar i van capturar un grup de 50 persones que havien creuat un uadi, mentre que la resta dels defensors es van retirar al poble, on es va produir un combat cos a cos entre les cases.
La Cavalleria Central de l'Índia (10a Brigada de Cavalleria) va rebre l'ordre d'avançar com a suport, organitzada en columnes d'esquadra en fila ampliada a través del Uadi Ratam, quan van albirar 150 defensors en retirada. Dos esquadrons van formar una línia en un front ample i van carregar contra els soldats otomans dispersos que van posar dues metralladores en acció, abans de ser atacats amb la llança. Quatre metralladores i 60 presoners van ser capturats, mentre que altres quatre metralladores i 90 presoners van ser capturats no gaire lluny. L'acció va acabar al migdia, quan el quarter general de la 4a Divisió de Cavalleria i l'11a Brigada de Cavalleria que havien acampat la nit del 26/27 de setembre a Jisr el Mejamie amb la 12a Brigada de Cavalleria van fer bivac a 4 km) a l'est del riu Jordà, amb ordres d'avançar a les 06:00h fins a Ar Ramtha per incorporar-se a la 10a Brigada de Cavalleria quan arribessin.
Per davant de la cavalleria, els avions australians van reconèixer Damasc per primera vegada el 27 de setembre, quan es va veure que l'estació de ferrocarril estava plena de centenars de material mòbil. També es van veure columnes de tropes en retirada i de transport a les carreteres que van cap al nord, cap a Dera.

#### Dera, 28 de setembre

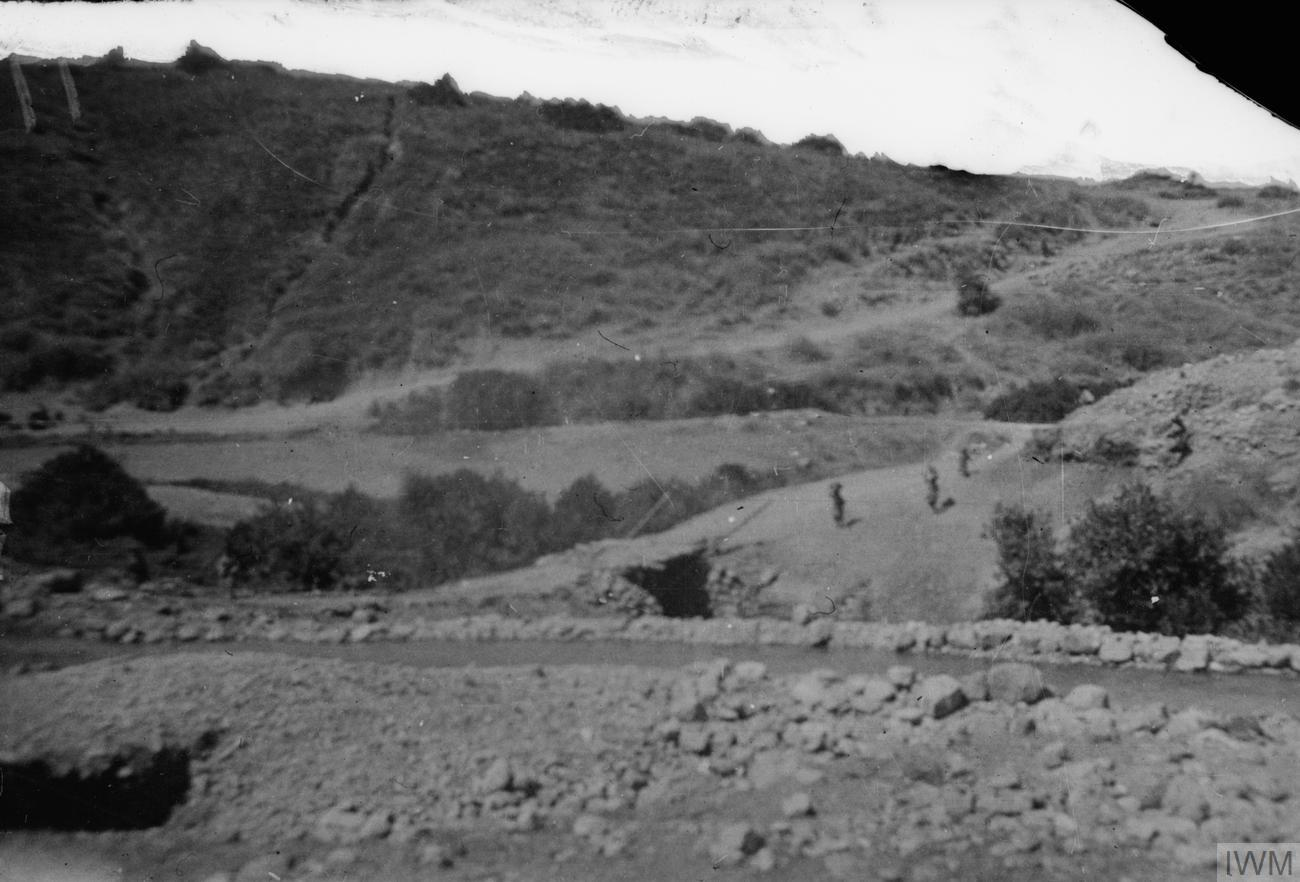
Carretera de Jisr el Majamie a Irbid al uadi Ghafur el 29 de setembre, quan van passar 30 camions que proveïen la 4a Divisió de Cavalleria; el pont es va trencar per la pressió i els camions van creuar el llit de la riera a la dreta

Després d'aturar-se durant la nit a Ar Ramtha, Barrow, al comandament de la 4a Divisió de Cavalleria, va ordenar que patrulles de la 10a Brigada esbrinessin si Dera estava defensada. La brigada va cobrir el muntatge de la divisió a les 04:30h del 28 de setembre a l'est d'Ar Ramtha abans d'avançar a les 07:00h cap a Dera. Van arribar a Dera a primera hora del matí per trobar-la ocupada per la força xerifiana del príncep Faisal. Es va contactar amb Lawrence, que els va informar que els irregulars xerifians havien capturat Dera la tarda anterior, i la 4a Divisió de Cavalleria va entrar a la ciutat. Prop de Dera, un aviador britànic de l'esquadró 144, que havia estat presoner de l'Imperi Otomà, es va alliberar, després d'haver aconseguit escapar quan el tren en el qual anava va xocar amb un altre tren que havia descarrilat arran d'un bombardeig al ferrocarril.

#### Dilli, 29 de setembre
La 10a Brigada de Cavalleria va romandre a Dera per vigilar i protegir l'estació de ferrocarril, recollir i cuidar els ferits otomans i enterrar els seus morts. Van fer bivac durant la nit del 28/29 de setembre a l'edifici de l'estació mentre les Brigades 11a i 12a de Cavalleria es van traslladar a Muzeirib per a buscar aigua. Barrow va acordar amb l'oficial en cap de l'estat major del príncep Faisal, el coronel Nuri al-Said, perquè la seva força àrab cobrís el flanc dret de la 4a Divisió de Cavalleria durant la seva persecució a Damasc, que havia de començar l'endemà.
La persecució de 110 km de la 4a Divisió de Cavalleria des de Dera fins a Damasc va començar amb la força àrab del príncep Faisal comandada pel voluntari iraquià Nuri al-Said al flanc dret mentre a l'avantguarda els irregulars àrabs (possiblement la confederació tribal Beni Sakhr) assetjaven la força otomana. Mentre cavalcaven cap al nord van passar per davant dels cossos d'uns 2.000 soldats otomans (segons Barrow), així com el seu transport i equipament abandonats.
No obstant això, la divisió va anar a l'oest fins a Al-Shaykh Maskin, 21 km al nord-est de Muzeirib a les 14:00h, on es va unir a la 10a Brigada de Cavalleria de Dera (vegeu el mapa 38 de Falls), menys un esquadró per protegir els ferits. La divisió, mancada de subministraments, es va traslladar 8 km al nord fins a Dilli (vegeu el mapa 38 de Falls) per a fer bivac durant la nit del 29 al 30 de setembre. Les racions transportades pel seu Tren de la Divisió s'havien enviat a Muzeirib, deixant 13 vagons de la G.S. amb les últimes racions. Nou tones d'ordi i un petit nombre de bestiar van ser capturats a Irbid, i més cabres s'havien requisat a Dera.
Allenby descriu l'escala de la seva victòria:
| «                                                        | Els meus presoners pugen. He sentit, avui, que 10.000, intentant trencar el nord, s'han rendit al General Chaytor a Amman. Això probablement és cert; però encara no verificat. Si és cert, eleva el total de presos a més de 60.000. Espero que la meva cavalleria arribi demà a Damasc. Les coses també van bé a França i als Balcans. | » |
| — Carta d'Allenby a Lady Allenby, 29 de setembre de 1918 | |   |

#### Zeraqiye, 30 de setembre
El Xerif de la Meca de l'exèrcit àrab havia vist dues columnes de soldats alemanys i otomans; una formada per 5.000 que es retiraven al nord de Dera i els altres 2.000 soldats es trobava al nord de Muzeirib al camí dels pelegrins. Quan la columna més petita passava per Tafas van ser atacades pels genets regulars àrabs d'Auda Abu Tayi amb irregulars; dividint aquesta columna per ser finalment «engolida pels seus perseguidors». El 29 de setembre, l'exèrcit àrab estava atacant la columna més gran i va demanar ajuda a l'11a Brigada de Cavalleria (4a Divisió de Cavalleria).
La 4a Divisió de Cavalleria va sortir de Dilli el 30 de setembre cap a Kiswe, a 48 km de distància. El gruix de la resta del 4t Exèrcit estava molt més a prop de Damasc en dues columnes principals; la primera, formada per les restes d'una divisió de cavalleria otomana i una mica d'infanteria, s'acostava a Kiswe, a 16 km al sud de Damasc amb la segona columna uns kilòmetres darrere, seguida de prop per les forces àrabs.
La major part de la divisió va fer bivac a Zeraqiye (Az-Zurajkijja) a les 16:30h, mentre que l'11a Brigada de Cavalleria va arribar a Khiara, 9,7 km més al nord, on van veure la rereguarda del 4t Exèrcit. Les forces àrabs van demanar suport a l'11a Divisió de Cavalleria en un atac a aquesta rereguarda. Els intents de la 29a Llancers (11a Brigada de Cavalleria) per «encapçalar-se» a la columna otomana no van tenir èxit, mentre que la bateria de Hants que havia estat enviada cap endavant en suport «per un terreny molt dolent», va continuar disparant fins quan es va fer fosc. Durant la nit, els continus atacs de la força d'Auda Abu Tayi van «pràcticament destruir» la columna més gran. Només un batalló alemany va arribar intacte a Damasc el 30 de setembre.
Al vespre del 30 de setembre, la 4a Divisió de Cavalleria encara es trobava a 55 km de Damasc.

### 5a Divisions Muntades i la Divisió Muntada Australiana

#### De Kefr Kenna/Cana cap a Tiberíades
La 5a Divisió de Cavalleria va ser rellevada per la infanteria el matí del 25 de setembre. Posteriorment van marxar d'Haifa, arribant a Kafr Kanna cap a les 17:00h del 26 de setembre, on es van concentrar.
La Divisió Muntada Australiana (menys la 3a i 4a Brigades de Cavalleria Lleugera a Tiberíades i Samakh, respectivament) va sortir de Kafr Kanna (també coneguda com a Cana) a mitjanit del 25 de setembre, per arribar al turó de Tel Madh amb vistes a Tiberíades, a la matinada del 26 setembre. Després d'una breu parada per beure i alimentar-se, la divisió va continuar la seva marxa cap a El Mejdel, a la riba de la mar de Galilea, a 6,4 km al nord de Tiberíades, arribant a primera hora de la tarda.
A Tiberíades, la Divisió Muntada Australiana va esperar que la 5a Divisió de Cavalleria es tanqués i que la 4a Brigada de Cavalleria Lleugera es reunís des de Semakh, fent bivac allà la nit del 26 de setembre. Mentre que la major part de la divisió va passar la tarda descansant i banyant-se en la mar de Galilea, després del viatge nocturn de la nit anterior, es van enviar patrulles fins a Jisr Banat Yakub.

### La Divisió Muntada Australiana

#### Jisr Banat Yakub, 27 de setembre

La pintura de George Lambert del pont reparat de Jisr Banat Yakub que mostra els edificis de l'extrem occidental el 1919

La Divisió Muntada Australiana seguida de la 5a Divisió de Cavalleria i el quarter general del Cos Muntat del Desert van sortir de Tiberíades el 27 de setembre per començar la persecució cap a Damasc. Van ser detinguts durant unes hores a Jisr Banat Yakub (Pont de les Filles de Jacob) a l'alt Jordà, al nord del llac Tiberíades. Aquí, Liman havia ordenat al Grup de Tiberíades, format pels supervivents de les guarnicions de Samakh i Tiberíades, que «resistissin vigorosament» a la persecució de la Força Expedicionària Egípcia establint rereguardes al sud del llac Hule. La rereguarda otomana va volar el pont i va establir fortes defenses amb metralladores en posicions de comandament a la riba est, amb vistes als guals. A Jisr Banat Yakub, el riu era profund i fluïa ràpid amb marges escarpades, cosa que dificultava el pas sense el problema addicional que suposava el foc de metralladores.
La 5a Brigada de Cavalleria Lleugera francesa (Régiment Mixte de Marche de Cavalerie) va creuar un terreny obert per desmuntar i atacar una secció de la rereguarda dels edificis de l'extrem occidental del pont danyat. Durant aquest atac frontal, els soldats francesos van patir «algunes pèrdues» ja que no hi havia suport d'artilleria disponible. La resta de la 5a Brigada de Cavalleria Lleugera va buscar un gual al sud del pont, i finalment va creuar nedant pel riu a última hora de la tarda, però es van quedar atrapats en un terreny rocós a la riba oposada on van romandre fins a la primera llum del dia.
Mentrestant, el 4t Regiment de Cavalleria Lleugera australiana (4a Brigada de Cavalleria Lleugera), va atacar amb èxit la posició de rereguarda que dominava el gual d'El Min, 2,4 km al sud de Jisr Banat Yakub. Durant la nit, les patrulles van travessar el riu i el 4t Regiment de Cavalleria Lleugera va continuar el seu avanç cap a Ed Dora.
La 3a Brigada de Cavalleria Lleugera va avançar cap al nord per la riba occidental del riu Jordà per arribar a la riba sud del llac Huleh, també a la recerca d'un punt de pas. Un esquadró del 10è Regiment de Cavalleria Lleugera australiana va travessar el riu al crepuscle i va capturar una forta posició de rereguarda, capturant 50 presoners i tres canons. A mitjanit, la brigada havia creuat el riu i havia avançat 6,4 km per tallar la carretera de Damasc a Deir es Saras, però la principal força de rereguarda otomana ja s'havia retirat.
El Tren Pont del Cos Muntat del Desert va arribar durant la nit en camions i en cinc hores els sapadors van construir un cavallet alt, per salvar el tram destruït. A la llum del dia del 28 de setembre, la Divisió Muntada Australiana avançava per la carretera cap a Quneitra seguida poc després pels seus vehicles i canons, passant pel pont reparat.

#### Deir es Saras, 27/28 de setembre
La 3a Brigada de Cavalleria Lleugera va creuar el riu Jordà a mitjanit i havia avançant 6,4 km per tallar la carretera de Damasc a Deir es Saras, on una forta rereguarda va ser atacada i capturada, però la principal rereguarda otomana que havia defensat Jisr Banat Yakub ja s'havia retirat.
El primer avió otomà o alemany, vist per la 3a Brigada de Cavalleria Lleugera des que van començar les operacions el 19 de setembre, va passar per sobre a les 06:00h del 28 de setembre. Una hora més tard, tres avions van bombardejar el bivac del 8è Regiment de Cavalleria Lleugera australià (3a Brigada de Cavalleria Lleugera), però quatre avions britànics els van fer fora. De camí cap a Deir es Saras, l'11è Regiment de Cavalleria Lleugera australià (4a Brigada de Cavalleria Lleugera) va ser bombardejat a les 08:00h per dos avions i metrallat des de l'aire, provocant algunes baixes.
El 12è Regiment de Cavalleria Lleugera australià i quatre metralladores van rebre l'ordre de marxar de Jisr Benat Yakub cap a Deir es Saras a les 00:30h del 28 de setembre. Van travessar el riu Jordà a les 02:15h amb el Régiment Mixte de Marche de Cavalerie francès, per capturar 22 presoners, tres canons de campanya i una metralladora. A Deir es Saras, el Régiment Mixte de Marche de Cavalerie, que havia estat adscrit a la 4a Brigada de Cavalleria Lleugera, va tornar a la 5a Brigada de Cavalleria Lleugera, i el 4t Regiment de Cavalleria Lleugera que s'havia unit a la 5a Brigada de Cavalleria Lleugera des que Lejjun va tornar a la 4a Brigada de Cavalleria Lleugera a les 09:00h del 28 de setembre. La 4a Brigada de Cavalleria Lleugera va seguir posteriorment a la 5a brigada de Cavalleria Lleugera fins a Abu Rumet explorant a ambdós flancs mentre un esquadró del 12è Regiment de Cavalleria Lleugera va escortar el transport divisional des de Jisr Benat Yakub.

#### Quneitra, 28 de setembre

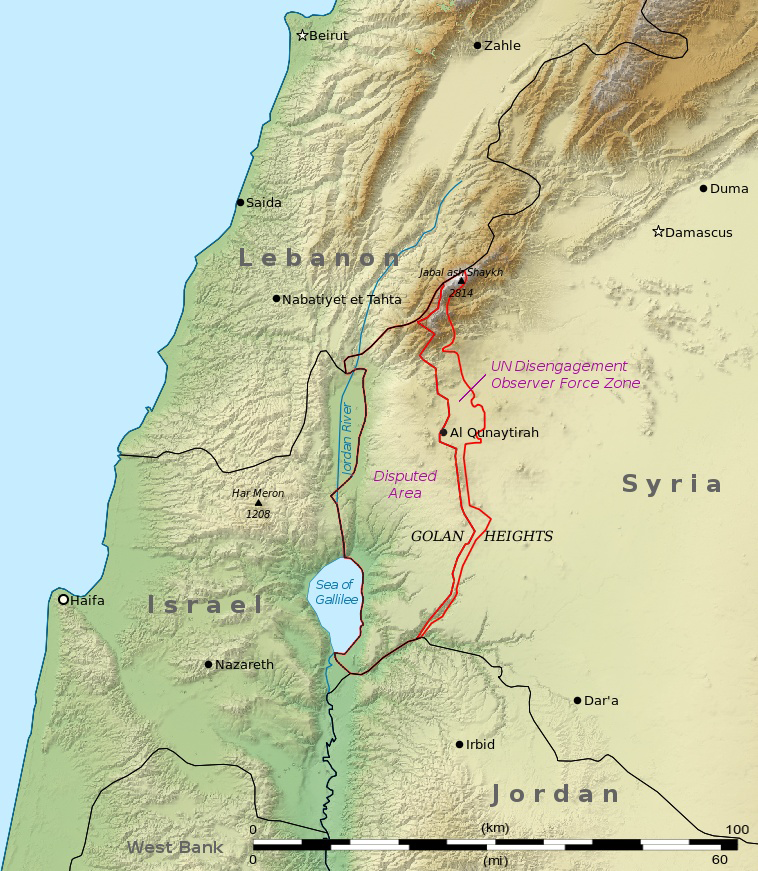
El mapa en relleu mostra Haifa, Natzaret, el mont Hermon, el mar de Galilea, Irbid, Daraa, Quneitra, Damasc, Duma, Zahle, Beirut i la regió l'any 2011. S'ha de teneir en compte que el llac Huleh s'ha drenat.

El Grup de Tiberíades que havia proporcionat la rereguarda defensant el riu Jordà al sud del llac Huleh, va ser reforçat a Quneitra per tropes de Damasc. A les 06:00h, un reconeixement aeri de la RAF va informar d'una força d'uns 1.200 soldats que defensaven els terrenys alts al voltant de Quneitra. A les 11:40h, l'avantguarda de la Divisió Muntada australiana pujava pels vessants de Tel Abu en Neda, que domina Quneitra als Alts del Golan, mentre que el cos principal de la divisió havia arribat a Tel Abu el Khanzir. A les 12:50h un avió va enviar un missatge dient que no hi havia trànsit a la carretera al sud des de Quneitra.

##### Enfrontament entre cavalleria i cavalleria
Després d'haver estat enviat a reconèixer un pas, a les 13:00h les tropes capdavanteres es van trobar amb una rereguarda de 20 genets de la Cavalleria Circassiana que van carregar contra la Cavalleria Lleugera, i els va demanar que es rendissin. Aleshores, el sergent Fitzmaurice i la seva tropa van carregar amb espases esmolades contra els circassians, matant i ferint alguns i fent-ne presoner la resta.
No es van produir més atacs abans que la Divisió Muntada australiana arribés a Quneitra, amb la 5a Divisió de Cavalleria arribant cinc hores després, després d'haver creuat el riu Jordà. Ambdues divisions bivaquejaven a l'est i a l'oest del poble. La 4a Brigada de Cavalleria Lleugera es va desplaçar per Quneitra a les 15:30h per arribar al Mansura a les 16:00h per fer bivac de nit. La 3a Brigada de Cavalleria Lleugera va fer bivac 4,8 km més a prop de Damasc, prop de Jeba, a la carretera principal. Havien recorregut 56 km en 34 hores; els cavalls havien estat ensellats tot el temps excepte dues hores a Deir es Saras.

##### Ocupació de Quneitra

Després de la rendició de Quneitra al major general H. W. Hodgson, comandant de la Divisió Muntada australiana (centre), el 28 de setembre de 1918. (General de brigada Grant a la dreta)

A la part superior de la conca hidrogràfica, Quneitra es trobava a 64 km de Damasc, la seu del govern d'un Kaza al nord del districte de Jaulan i una de les ciutats circassianes més importants de la regió que s'estenia des de Hauran fins a Amman. La gran colònia musulmana de la ciutat i els seus voltants havia rebut terres per l'Imperi Otomà després d'haver estat expulsats de les províncies otomanes de Kars, Batum i Ardahan, que havien estat annexionades el 1877 per Rússia.
Grups d'àrabs i drusos patrullaven l'Hauran, disposats a capturar qualsevol comboi feblement vigilat. Com que la infanteria més propera es trobava a Natzaret, a 97 km de distància, Chauvel va nomenar el general de brigada Grant al comandament de la 4a Brigada de Cavalleria Lleugera (Línies de comunicació del GOC) per mantenir l'ordre al voltant de Quneitra i protegir les línies de comunicació.
Grant va comandar una força forta de quatre regiments de cavalleria per mantenir l'ordre entre els circassians hostils. La 4a Brigada de Cavalleria Lleugera i l'11è Regiment de Cavalleria Lleugera van romandre a Quneitra amb els Sherwood Rangers (5a Divisió de Cavalleria). Aquestes tropes van guarnir la ciutat i van organitzar les línies de comunicació al nord fins a Damasc. Els Hyderabad Lancers a Jisr Benat Yakub van patrullar la regió des de Safed, a 14 km al sud de Jisr Banat Yakub, mentre que a Deir es Saras el 15è Regiment de Cavalleria Lleugera (5a Brigada de Cavalleria Lleugera) patrullava aquesta regió.
Durant la tarda quatre Bristol Fighters van assaltar l'aeròdrom de Damasc i al vespre s'havia establert una base d'aeronaus avançada a Quneitra.
El 29 de setembre es va repartir a les unitats el gra requisat a Tiberíades, quan va arribar el transport amb rodes. Aleshores s'havia consumit tota la carn fresca requisada per als homes. Per tal d'alimentar els homes i cavalls, així com 400 presoners, es va dur a terme una «requisició vigorosa» a la regió ocupada. Cada dia es subministrava molta carn fresca per als homes i bon fenc de trèvol per als cavalls, però es trobava molt poc gra. Després de requisar deu ovelles als habitants del poble del Mansura, a les 09:30h l'11è Regiment de Cavalleria Lleugera va rellevar les patrulles diàries del 4t Regiment de Cavalleria Lleugera el 29 de setembre vigilant les carreteres de Summaka i Hor posteriorment les carreteres de Shek i Banias. El 30 de setembre, l'11è Regiment de Cavalleria Lleugera patrullava les línies de comunicació al districte de Quneitra durant tot el dia. No va ser possible cap relleu per a cap guàrdia o piquet durant més de 24 hores, excepte una tropa, ja que tots els homes estaven de servei o estaven malalts a l'hospital.
Entre el 19 i el 30 de setembre, la 4a Brigada de Cavalleria Lleugera havia patit la mort de 73 cavalls (61 per l'11a Regiment de Cavalleria Lleugera, probablement a Samakh), tres cavalls de tir lleuger, 12 cavalls per al combat i dos camells morts, 14 cavalls per al combat, dos cavalls de tir lleugers ferits, i vuit víctimes d'animals evacuats. Van capturar 24 oficials i 421 d'altres rangs a Quneitra.

#### Continuació de l'avanç, 29-30 de setembre
La força que va continuar l'avanç des de Quneitra estava formada per la Divisió Muntada australiana amb el 4t i el 12è regiments de Cavalleria Lleugera (4a Brigada de Cavalleria Lleugera) comandats pel tinent coronel M.W.J. Bourchier (al comandament del 4t Regiment de Cavalleria Lleugera) i conegut com la «Força de Bourchier», juntament amb la 3a i 5a Brigades de Cavalleria Lleugera seguides per la 5a Divisió de Cavalleria.
Durant el matí del 29 de setembre, es van veure columnes en retirada de soldats alemanys i otomans per reconeixement aeri en diversos grups amb uns 150 cavalls de transport i 300 camells a uns 32 km al sud de Damasc. Als afores de Damasc es van veure uns 100 soldats d'infanteria i camells transport més. També durant el matí un reconeixement de l'11a Bateria Motoritzada Lleugera Armada (LAMB) havia estat atacada per una «força de totes les armes» estimada en 300 efectius amb metralladores i almenys dos canons, mantenint una posició de rereguarda a 32 km de Quneitra a través de la carretera de Damasc 6,4 km al sud de Sa'sa.
La rereguarda de Sa'sa semblava dividida en dos; l'esquerra estava formada per 50 soldats alemanys, 70 soldats otomans, sis metralladores i quatre canons.

#### L'acció a Sa'sa

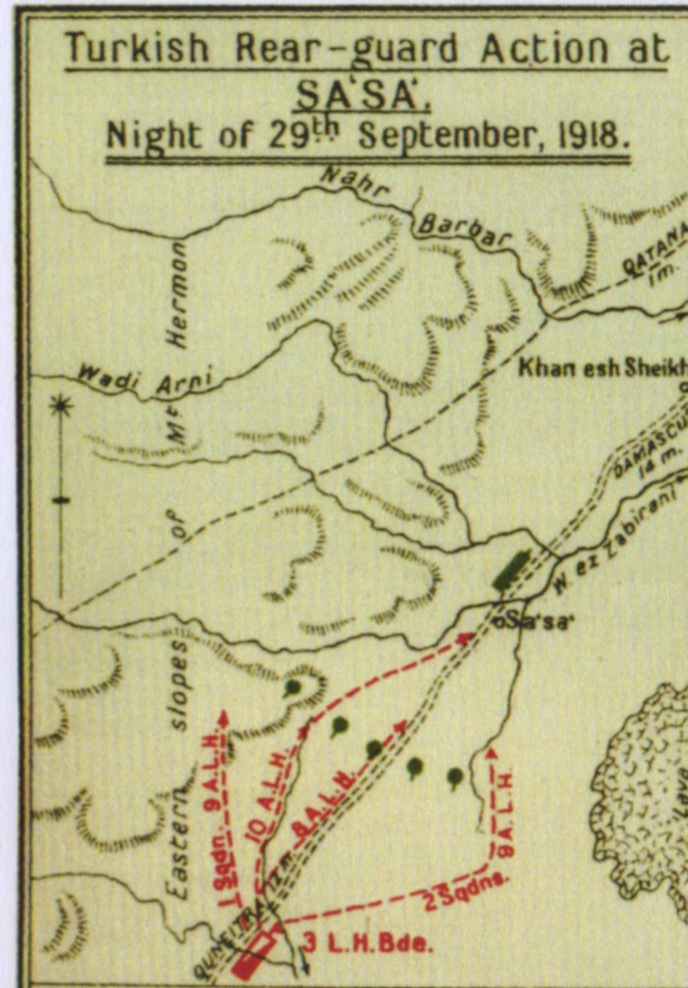
Mapa 39 de Falls. Esbós de la zona de Sa'sa

L'avanç a Damasc es va reprendre durant la tarda del 29 de setembre després que s'haguessin repartit tendes de cantina, amb la intenció de marxar durant la nit, per capturar Damasc la matinada del 30 de setembre.
A les 15:00h, la 3a Brigada de Cavalleria Lleugera va marxar cap a la resta de la Divisió Muntada australiana i van partir a les 17:00h. Com a guàrdia avançada, el 9è Regiment de Cavalleria Lleugera amb sis metralladores adjuntes, va avançar un esquadró amb dues metralladores que es va trobar amb la forta posició otomana. Recolzats per metralladores i artilleria ben ubicada i situats en un terreny elevat coberta de grans roques, el seu flanc esquerre estava assegurat per una formació de lava rugosa. A les 19:00h, la resta de la 3a Brigada de Cavalleria Lleugera, en veure com l'esquadró avançat era bombardejat per almenys una bateria, va avançar cap a la dreta per atacar el flanc esquerre otomà. El 10è Regiment de Cavalleria Lleugera va ser enviat endavant en suport per atacar el flanc dret. Tanmateix, el terreny a banda i banda de la carretera era massa accidentat perquè la cavalleria pogués avançar durant la nit i el foc de les metralladores va escombrar la carretera. La forta rereguarda havia aturat la persecució.
Mentre el 9è i 10è Regiment de Cavalleria Lleugera continuaven lentament el seu avanç, a les 02:00h del 30 de setembre el 8è Regiment de Cavalleria Lleugera (menys un esquadró) que es desplaçava per la carretera, va fer un atac frontal a la posició de rereguarda. Amb la col·laboració dels 9è i 10è Regiments de Cavalleria Lleugera, la posició va ser capturada a les 03:00h, juntament amb cinc metralladores i alguns presoners alemanys. Alguns van aconseguir retirar-se, però van ser perseguits pel 10è Regiment de Cavalleria Lleugera que va capturar dos canons de campanya de 77 mm, dues metralladores i uns 20 presoners). El sergent M. Kirkpatrick, del 2n Esquadró de Metralladores de Nova Zelanda, va descriure l'acció. Es va trobar una «aguda oposició des d'una bateria i unes metralladores ben col·locades en un terreny difícil, totes escampades entre les pomes [roques] de la Muntanya Hermon. Desplegar-se a la foscor i sobre aquest terreny no va ser fàcil, però finalment el tenaç enemic va ser expulsat i capturat».
Durant l'atac a Sa'sa dos membres del 4t Regiment de Cavalleria Lleugera van guanyar medalles de Conducta Distinguda quan van dirigir les càrregues a una rereguarda alemanya a Sa'sa. Aquestes dues patrulles de flanc de tres homes cadascuna van atacar 122 alemanys amb quatre metralladores preparant-se per enfilar el flanc de la Divisió Muntada Australiana, dispersant-los i, finalment, forçant la seva rendició.

#### Kaukab, 30 de setembre

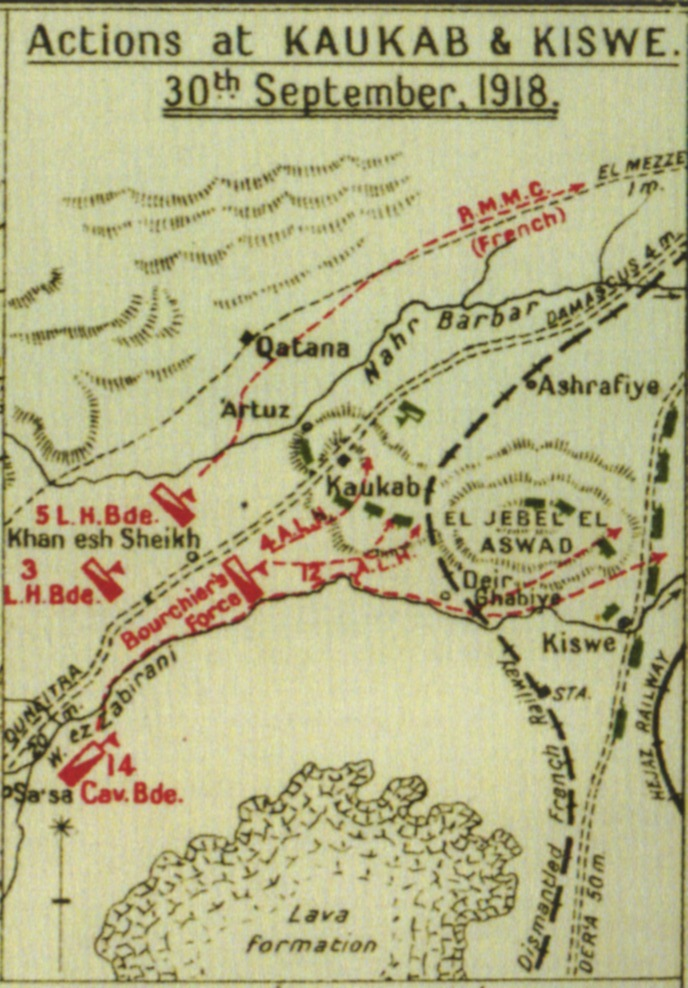
Mapa 39 de Falls. Detall de les accions de Kaukab i Kiswe

La 3a i 5a Brigades de Cavalleria Lleugera i la «Força de Bourchier» (4t i 12è Regiments de Cavalleria Lleugera) van rebre l'ordre de continuar l'avanç cap a l'oest de Damasc per tallar les línies de retirada, a l'oest fins a Beirut i al nord fins a Homs.
A l'alba, la 4a Brigada de Cavalleria Lleugera del tinent coronel M. W. J. Bourchier va prendre el relleu com a guàrdia avançada de la Divisió Muntada australiana cap a Damasc, amb la 5a Brigada de Cavalleria Lleugera a Khan esh Shiha i la 3a Brigada de Cavalleria Lleugera seguint en reserva després de tornar a muntar després del compromís de Sa'sa.
L'avanç va atacar una columna a 800 m de Kaukab capturant 350 presoners, un canó de campanya, vuit metralladores i 400 rifles.
El regiment va veure una forta columna d'uns 3,2 km de llargada ocupant tots els llocs estratègics de la cresta de Kaukab/Jebel el Aswad, de l'extrem occidental d'una carena volcànica que s'estén cap a l'est al llarg del terreny alt. Les patrulles estimaven que la força era de 2.500 soldats, però no hi havia indicis aparents de tropes per protegir el seu flanc dret.
El 4t i 12è regiments de Cavalleria Lleugera es van desplegar a la dreta, mentre que el 14è Regiment Cavalleria Lleugera i el Régiment Mixte de Marche de Cavalerie francès (RMMC) van ocupar una posició a l'esquerra amb la 3a Brigada de Cavalleria Lleugera a la rereguarda.
El flanc dret desprotegit va ser ràpidament desbordat per l'avanç del Régiment Mixte de Marche de Cavalerie. Quan dues bateries van obrir foc efectiu des d'un turó, a les 11:15h el 4t i el 12è Regiments de Cavalleria Lleugera van carregar muntats «amb l'espasa». Quan el 4t Regiment de Cavalleria Lleugera a l'esquerra i el 12è Regiment de Cavalleria Lleugera a la dreta, van carregar el pendent, els defensors otomans van trencar la formació i van fugir. Van ser capturats uns 72 presoners juntament amb 12 metralladores mentre un gran nombre es va retirar al bosc al voltant de Daraya i la cavalleria otomana va tornar a Damasc.
El Régiment Mixte de Marche de Cavalerie va continuar el seu avanç cavalcant 5 milles 8 km fins a la carretera de Baniyas a Damasc, més enllà de Qatana i cap al sud-oest d'El Mezze, on van ser disparats per moltes metralladores. El regiment va desmuntar per atacar la posició amb un esquadró del 14è Regiment de Cavalleria Lleugera seguint, lluitant lentament al llarg de la cresta Qalabat el Mezze paral·lela a la carretera, fins que les bateries d'artilleria a cavall van avançar per la carretera principal a les 13:00h i van començar a disparar contra la posició otomana que les va silenciar.
Des de Kaukab, Damasc es trobava a 16 km.

### La 5a Divisió de Cavalleria

#### Kiswe, 30 de setembre
El 29 de setembre Mustafa Kemal Paixà, comandant del 7è Exèrcit Otomà, va arribar a Kiswe amb les tropes capdavanteres del seu exèrcit. Liman von Sanders li va ordenar que continués cap a Rayak, al nord de Damasc. Al matí del 30 de setembre, la columna capdavantera del 4t exèrcit otomà restant, formada per una divisió de cavalleria otomana i una mica d'infanteria, s'acostava a Kiswe 16 km al sud de Damasc, seguida per a Carretera del Pelegrí per la 4a Divisió de Cavalleria 48 km pel darrere.
La 5a Divisió de Cavalleria, amb el suport de la bateria RHA d'Essex, va rebre l'ordre d'atacar una columna otomana de 2.000 persones que es retirava per la Carretera del Pelegrí 14 km cap a l'est. Dos regiments de la 14a Brigada de Cavalleria van passar per alt la guarnició de 2.000 homes a Kiswe per atacar una altra rereguarda otomana 4,8 km més a prop de Damasc.
El 20è Deccan Horse de l'Exèrcit Indi Britànic i el 34è Poona Horse (14a Brigada de Cavalleria) es van apropar a la carretera, amb els turons d'El Jebel el Aswad a la seva esquerra. A l'est de Kaukab, el seu progrés es va alentir. Aquí van ser aturats per rereguardes, mentre la carretera estava molt atapeïda. També es podia veure més al nord un gran nombre de soldats otomans en retirada, apropant-se cap a Damasc.
Dos esquadrons de Deccan Horse van atacar i van capturar el punt més proper dels turons que dominaven el pas, mentre que a la seva esquerra un esquadró del 34th Poona Horse recolzat per la bateria RHA d'Essex, va carregar contra la força alemanya i otomana, dividint-la en dos i dispersant la columna. Aquí van capturar 40 oficials i 150 soldats. Finalment, la 14a Brigada va fer bivac a la cresta d'El Jebel el Aswad amb un total de 594 presoners que van patir cinc morts i quatre ferits.

### Suma dels avanços de cavalleria
Quatre dies després d'haver abandonat Tiberíades, malgrat els retards causats per la dificultat del terreny i una sèrie d'accions de cavalleria en què les rereguardes alemanyes i otomanes van ser destruïdes o capturades per la rendició, la Divisió Muntada australiana i la 5a Divisió de Cavalleria van arribar a Damasc. Havien marxat un dia després de la 4a Divisió de Cavalleria però van arribar «a menys d'una hora l'un de l'altre».
En els 12 dies del 19 al 30 de setembre, les tres divisions de cavalleria del Desert Mounted Corps van marxar més de 320/400 km, moltes muntant prop de 650 km, van lluitar en nombroses accions i van capturar més de 60.000 presoners, 140 canons i 500 metralladores.
Com a resposta a aquesta gesta, Chetwode va escriure posteriorment a Chauvel, felicitant-lo pel seu «històric viatge a Damasc» i «les actuacions de la cavalleria en aquesta victòria que fa època». Va continuar escrivint que Chauvel havia «fet història amb venjança» i que la seva «actuació [seria] explicada i citada molt després que moltes més sagnants batalles a França hagin estat gairebé oblidades».

## Damasc

### Apropaments

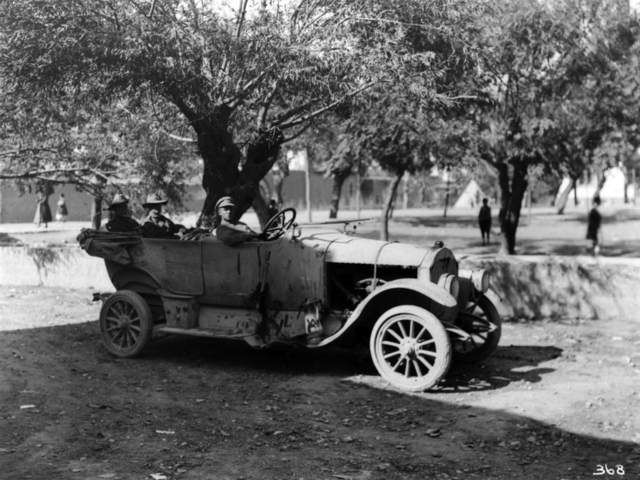
El tinent Dinning assegut darrere del seu conductor

Segons el tinent Hector W. Dinning de l'Australian War Records al Caire «les últimes 20 milles (32 km) fins a Damasc són bons». La gran plana verda que envolta Damasc es pot veure «des d'una distància immensa». Com la vista del delta del Nil, la rica plana verda regada per l'Abana i el Pharpar està en «brut contrast» amb el país «rocós marró» i «sorra del desert». Dinning escriu, en acostar-se, «la riba la riera del Pharpar a 10 milles (16 km) de la ciutat. Damasc està amagada al bosc. No veus les seves torres fins que no et trobes a sobre. Però els seus sobris suburbis els veus enfilant-se per les carenes àrids d'argila del voltant».
Segons el Manual de l'Exèrcit de 1918, Damasc, l'assentament urbà més gran de Síria també era una ciutat àrab beduïna situada en un oasi que la major part es trobava a l'est de la ciutat. Els vilatans àrabs i les tendes de campanya dels nòmades fèien que «els voltants de Damasc fossin menys segurs que el desert... [és] més propensos a unir-se a un atac a la ciutat que no pas ajudar a la seva defensa». Als voltants del suburbi principal de Salahiyeh, a l'extrem nord-oest, hi ha molts kurds, algerians i musulmans cretencs. Una cinquena part dels que viuen a la ciutat són cristians de totes les confessions, inclosos els armenis, mentre que també hi ha alguns jueus d'assentaments molt antics. Gairebé tota la resta són àrabs musulmans. «La població és singularment particularista, orgullosa, exclusiva, conservadora i gelosa de la interferència occidental. La independència àrab centrada a Damasc és un somni pel qual lluitarà...».
La ciutat era racialment diversa i es feien serveis tant cristians com musulmans a la Gran Mesquita. Maunsell escriu que «la meitat de l'edifici està reservada als cristians i l'altra als mahometans». Damasc estava envoltat de « jardins molt bonics», mentre que la «ciutat té tramvies i llum elèctrica». Molts dels edificis es van construir a l'estil «Riviera», mentre que «la major part del país exterior [era] nu i pedregós, no molt diferent de la Frontera [a l'Índia]».

### La defensa
Liman von Sanders va ordenar a les divisions d'infanteria 24, 26 i 53, XX Cos 7è Exèrcit i la 3a Divisió de Cavalleria, Tropes de l'Exèrcit 4t Exèrcit, sota el comandament del coronel Ismet Bey (comandant del III Cos del 7è Exèrcit) que defensessin Damasc, mentre que la resta de la formació es trobava encarregada de tornar cap al nord. El Grup de Tiberíades, comandat per Jemal Paixà, comandant del 4t Exèrcit, també va rebre l'ordre de defensar Damasc. Liman von Sanders es va adonar que no podia defensar la ciutat i va retirar el seu quarter general del Grup d'Exèrcits Yıldırım, al nord d'Alep. Durant el 30 de setembre, unitats en retirada van passar pels llocs avançats organitzats pel coronel von Oppen (comandant del Cos d'Àsia) a Rayak. El 146è Regiment va ser l'última formació que va sortir de Damasc el 30 de setembre. Després d'escoltar el tancament del congost de Barada, von Hammerstein va sortir de Damasc per la carretera de Homs, seguint el III Cos, la 24a Divisió i la 3a Divisió de cavalleria fins a Rayak.

### L'encerclament

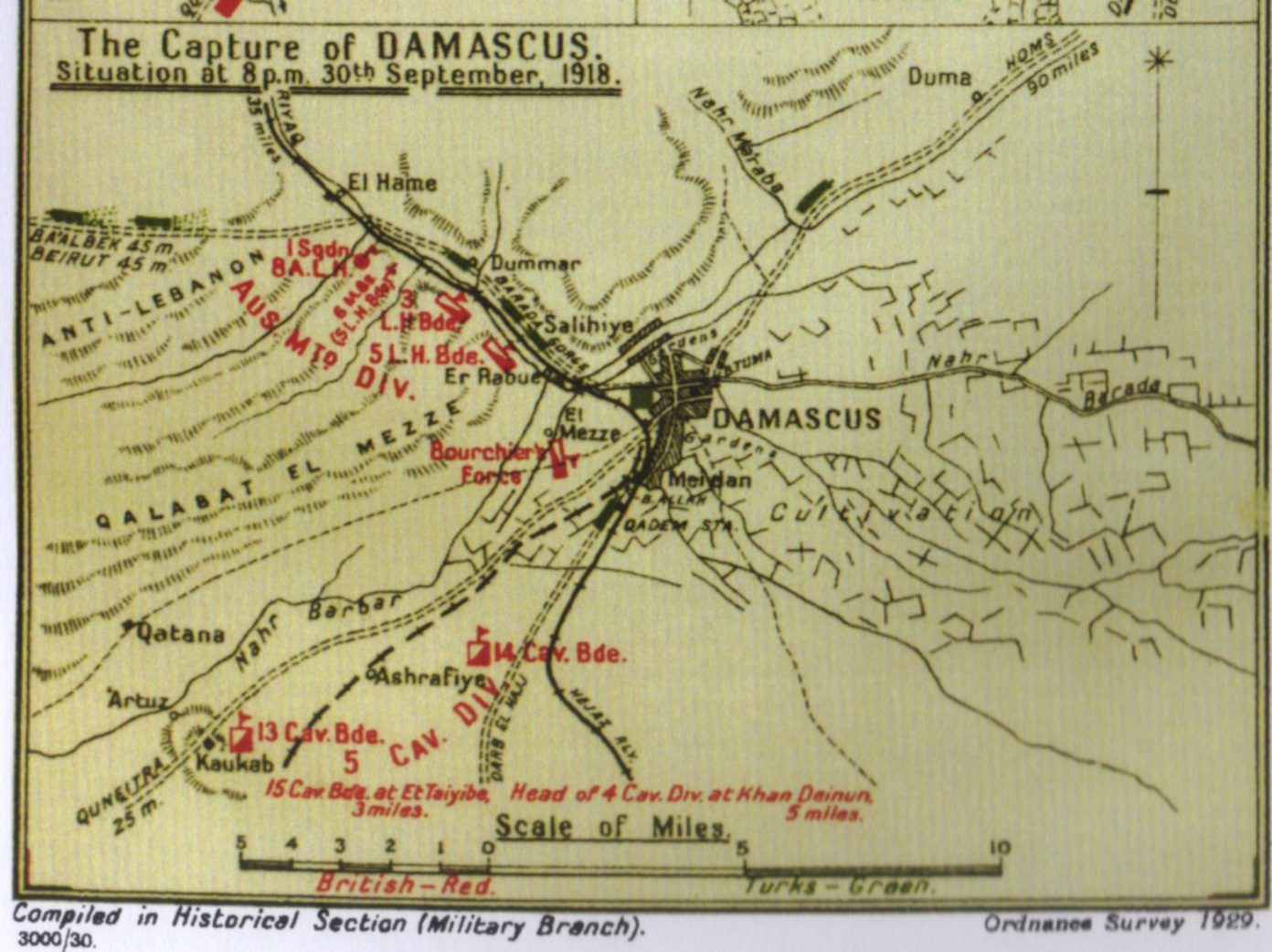
Mapa 39 de Falls. Detail de la captura de Damasc

Els avions australians havien reconegut Damasc per primera vegada el 27 de setembre quan van veure l'estació de ferrocarril plena de centenars de vagons i motors. També es van veure columnes en retirada i transport a les carreteres des de Dera i al nord de Jisr Banat Yakub. Durant la tarda del 28 de setembre, l'aeròdrom de Damasc va ser bombardejat i cremat i l'endemà al matí Damasc estava sent evacuat. Durant el 30 de setembre, llargues columnes de soldats otomans i alemanys en retirada havien passat per Damasc.
A mitjanit del 30 de setembre, la Divisió Muntada australiana es trobava a El Mezze, 3,2 km a l'oest, la 5a Divisió de Cavalleria es trobava a Kaukab i la 4a Divisió de Cavalleria es trobava a Zeraqiye, a 55 km al sud de Damasc, a la Carretera dels Pelegrins amb les forces 11 de Kha Cavalry Arabe-est de Ash Cavalry al nord-est. Chauvel va comandar la 5a Divisió de Cavalleria a l'est de Damasc.
La Divisió de Cavalleria australiana es va traslladar a l'oest de la ciutat per bloquejar la carretera a Beirut i la carretera al nord cap a Homs, Hama i Alep i ocupar la ciutat, mentre que la 5a Divisió de Cavalleria es va traslladar al sud de la ciutat per tallar la carretera de Dera. La 14a Brigada de Macandrew (5a Divisió de Cavalleria), va mantenir la cresta de Kaukab capturada pels 4t i 12è Regiments de Cavalleria Lleugera. La 4a Divisió de Cavalleria de Barrow i una força àrab estaven en acció contra el 4t Exèrcit Otomà restant al voltant de Khan Deinun. Es va informar que els àrabs acampaven a Kiswe, a uns pocs quilòmetres al sud de la ciutat.
Segons el sergent M. Kirkipatrick del 2n Esquadró de Metralladores de Nova Zelanda:
| «                                                                          | Les metralladores alemanyes, que defensaven els suburbis, van ser ràpidament desterrades per la nostra activa artilleria a cavall, mentre galopàvem entre el conreu i els turons àrids. De sobte, ens trobem amb un foc agut i ben dirigit, ens vam desviar bruscament cap a aquests turons, on l'enemic, fent piquets a les altures, es va dispersar molt ràpidament. Des d'aquests turons vam obtenir una magnífica vista de la ciutat que «El Profeta» va pensar «Un paradís», per sort per la seva creença, no va baixar, ni el vent li va acompanyar. Lluny cap al sud-est vam poder veure una gran columna convergent de l'enemic lluitant per arribar a la ciutat. Eren els 20.000 otomans de la base de Dera. La majoria dels fugitius van ser envoltats per la nostra divisió abans d'arribar al que esperaven amb afecte que fos el seu millor refugi. | » |
| — Sergent M. Kirkipatrick del 2n Esquadró de Metralladores de Nova Zelanda | |   |

A les 02:00h del 1r d'octubre, una tropa dels Gloucester Hussars (13a Brigada de Cavalleria) amb una secció de Rifles Hotchkiss va rebre l'ordre de capturar l'estació sense fil a Kadem. No van poder capturar-lo abans que fos destruït. Des de l'oest de Kadem, la tropa va presenciar la destrucció de l'estació sense fil i l'estació de ferrocarril abans d'arribar a la seu de la Divisió Muntada australiana.
Mitja hora després que la tropa hagués sortit, la resta de la 13a Brigada de Cavalleria (5a Divisió de Cavalleria) a Kaukab, va avançar cap a Kiswe arribant poc abans de les 04:30h a Deir Ghabiye confonent-ho amb Kiswe. Un esquadró de Hodson's Horse a l'avantguarda va perseguir i va capturar uns 300 soldats otomans abans d'entrar a Kiswe per capturar 300 presoners més. Després que la brigada arribés a Kiswe se'ls va ordenar tornar a Kaukab. Després d'haver enviat de tornada 700 presoners sota escorta, l'Esquadró de Cavalleria de Hodson va avançar amb metralladores i rifles Hotchkiss al galop, cap a una columna otomana de 1.500 persones que es movia cap a Damasc a uns 1,21 km de distància, suposant que la resta de la 13a Brigada de Cavalleria els reforçaria. L'artilleria de la 4a Divisió de Cavalleria, seguint la columna otomana pel Camí dels Pelegrins, va venir en suport de l'esquadró i els va permetre sortir amb la pèrdua d'un canó Hotchkiss i diversos cavalls.

### Damasc, 1r d'octubre
Després de bloquejar el congost de Barada, les columnes en retirada encara s'escapaven de Damasc cap al nord per la carretera d'Alep. Una gran columna de tropes otomanes formada pel 146è Regiment, l'última formació otomana que va sortir de Damasc el 30 de setembre, va marxar de Damasc per la carretera de Homs cap a Rayak al nord-oest de Damasc durant la nit. Van seguir el III Cos, la 24a Divisió i la 3a Divisió de Cavalleria per concentrar-s'hi juntament amb les tropes en l'últim tren otomà que va sortir de la ciutat cap a les 21:00h del 30 de setembre. Només la força de von Oppen que havia viatjat amb tren a Riyak abans que el Congost de Barda fos tancat i el 146è Regiment que marxava cap a Homs es va mantenir com a «formacions disciplinades».

#### La rendició de Damasc
Es va proclamar la independència de Síria i es va hissar la bandera del Hijaz sobre el palau del governador per l'emir Said Abd el Kader, que va formar un consell provisional per governar la ciutat fins que el príncep Faisal va prendre el comandament. Hughes escriu que «el GHQ va instruir a les tropes perquè permetessin que la força del príncep Faisal entrés a la ciutat primer, tot i que la Força Expedicionària Egípcia havia guanyat la batalla i havia arribat a Damasc abans que els àrabs». La 3a Brigada de Cavalleria Lleugera havia bivaquejat fora de la ciutat la nit anterior, establint línies de piquets per restringir l'entrada a la ciutat a tots excepte als regulars xerifians. Amb ordres de tallar la carretera d'Homs, la brigada va entrar a Damasc a les 05:00h del 1r d'octubre de 1918.
El 10è Regiment de Cavalleria Lleugera com a 3a Brigada de Cavalleria Lleugera avançava la guàrdia, baixant per un fort pendent fins al fons del congost de Brada per arribar a l'estació de Dummar on es van rendir diversos centenars de soldats otomans. A l'estació de tren de Baramkie, van capturar entre 500 i 1.000 presoners en un tren a punt de marxar cap a Beirut. Després d'haver obert el camí, van creuar el congost i van galopar cap a la ciutat amb les espases desenfundades. Mentre travessaven la ciutat van passar per davant de la caserna de Baramkie que contenia milers de soldats que no interferien amb els seus moviments, però els carrers s'omplien de gent que els obligava a caminar lentament.
Al Serai, Sala de Govern o Ajuntament Major o Tinent-Coronel A.C.N. Olden, al comandament del 10è Regiment de Cavalleria Lleugera, va acceptar la rendició de la ciutat de l'emir Said Abd el Kader. Olden va descriure més tard l'escena com una «gran reunió, vestida amb l'abillament brillant de l'oficial oriental, dempeus, formada en fileres». L'Emir Said va dir a Olden que havia estat instal·lat com a governador el dia anterior i que ara lliurava Damasc a l'exèrcit britànic.
Damasc es trobava en estat de revolta; tant l'administració civil com la militar s'havien trencat completament i Olden va advertir que s'havia d'aturar el tiroteig. Va demanar un guia per mostrar als genets lleugers australians per la ciutat fins a la carretera d'Homs.

#### L'administració
Es va declarar la independència mentre uns 15.000 soldats otomans i alemanys encara estaven a Damasc, inclòs Jemal Paixà, el comandant del 4t Exèrcit. Allenby va informar al rei Hussein, pare del príncep Faisal, el 1r d'octubre, informant-li que havien entrat a la ciutat i havien capturat més de 7.000 presoners. L'Exèrcit Àrab va arribar a Damasc a les 07:30h, després que el 10è Regiment de Cavalleria Lleugera hagués abandonat la ciutat, amb T. E. Lawrence que va conduir a Damasc amb Auda, Xerif Nasir, Nuri Shafaan, emir de Ruwalla i les seves forces. Es van reunir a l'Ajuntament i van declarar la seva lleialtat al rei Hussein, pare del príncep Faisal.
Els àrabs van proclamar posteriorment un govern sota el rei Hussein, aixecant la seva pròpia bandera i instal·lant un governador àrab abans que arribessin les tropes d'Allenby. Segons Hughes,
| « | L'agitació al voltant de la caiguda de Damasc, la presa de decisions polítiques (a diferència de les militars) va passar a un grup reduït d'oficials britànics relativament menors que operaven al camp. Lawrence formava part d'aquest grup. Semblava actuar, de vegades, de manera independent, però estava aïllat del GHQ i Londres. Lawrence i els seus col·legues van haver de prendre decisions ràpidament en situacions difícils i explosives. | » |

Shukri Paixà va ser nomenat posteriorment governador militar de Damasc. Les reivindicacions franceses i àrabs que ocuparien gran part del temps d'Allenby, es van complicar per aquesta acció àrab i van fer que els francesos desconfiessin del príncep Faisal. Aquesta primera administració àrab va cessar en pocs dies i Ali Riza Paixà el Rikabi es va fer càrrec. Els oficials francesos i italians també van arribar a Damasc, que representaven els interessos dels seus països, així com el representant estatunidenc independent a la Força Expedicionària Egípcia, Yale, que va informar sentir que estava sent obstruït.
Allenby va informar per telegrama a l'Oficina de Guerra el 1r d'octubre, informant-los que la Divisió Muntada australiana havia entrat a Damasc i que el Cos Muntat del Desert i l'Exèrcit Àrab havien ocupat la ciutat. El seu informe concloïa que «l'administració civil continua en mans de les autoritats existents, i totes les tropes, llevat d'alguns guàrdies, [havien] estat retirades de la ciutat». Segons una carta que va escriure a la seva esposa, tenia la intenció de marxar cap a Damasc l'endemà, romanent-hi fins al 4 d'octubre.

#### L'ocupació
A les 06:40h del 1r d'octubre, Hodgson, comandant la Divisió Muntada d'austràlia, va ordenar la «Força de Bourchier»; els 4t i 12è Regiments de Cavalleria Lleugera per patrullar els afores occidentals de Damasc al sud del congost de Barda. Una caserna que contenia 265 oficials i 10.481 homes es va rendir al 4t Regiment de Cavalleria Lleugera. Aquests presoners van ser traslladats a un camp de concentració fora de la ciutat, mentre 600 homes que no podien caminar i 1.800 van ser atesos en tres hospitals. Es van col·locar guàrdies als principals edificis públics i consolats fins que van ser rellevats per les tropes xerifianes.
Desert Mounted Corps havia capturat un total de 47.000 presoners des que les operacions van començar el 19 de setembre. Entre el 26 de setembre i l'1 d'octubre, el cos va capturar 662 oficials i 19.205 d'altres rangs. Uns 20.000 soldats otomans malalts, esgotats i desorganitzats van ser fets presoners a Damasc i als voltants. Prop de 12.000 presoners van ser capturats a Damasc abans del migdia del 1r d'octubre de 1918, així com un gran nombre d'artilleria i metralladores. La 4a Brigada de Cavalleria Lleugera va capturar un total d'11.569 presoners a la ciutat. La 5a Divisió de Cavalleria es va fer càrrec de 12.000 presoners otomans. Els presoners van sortir de Damasc cap a un campament.
Allenby calcula que 40.000 soldats otomans s'havien retirat cap a Damasc el 26 de setembre. La persecució del Desert Mounted Corps havia capturat la meitat d'ells. Falls escriu que «aquesta gran operació de cavalleria va decidir finalment la fortuna de la campanya».
L'historiador oficial australià, Gullett, descriu l'escala de la victòria:
| « | La gran força otomana i alemanya a Palestina occidental i oriental havia estat destruïda, i els nostres presoners eren 75.000. Del 4t, 7è i 8è Exèrcits Otomans al sud de Damasc només van escapar uns quants milers d'homes caçats amb mal de peus. Pràcticament totes les armes, la gran part de les metralladores, gairebé totes les armes petites i el transport, tots els aeròdroms i els seus equips mecànics i gairebé tots els avions, un complex i estès sistema telefònic i telègraf, grans abocadors de municions i tot tipus de subministraments, tots havien estat, en catorze dies ràpids i dramàtics, despullats d'un enemic que durant quatre anys s'havia resistit als nostres esforços per aixafar-lo. Va ser un enderrocament militar tan sobtat i tan absolut que potser no té paral·lel en la història de la guerra. I encara és més notable perquè es va aconseguir amb un cost tan insignificant. | » |

### La 3a Brigada de Cavalleria Lleugera continua la persecució
Després d'acceptar la rendició de Damasc, la 3a Brigada de Cavalleria Lleugera es va traslladar al nord per la carretera de Homs. Van estar involucrats en escaramusses pràcticament contínues durant tot el dia, en enfrontaments curts però greus. Van perseguir els otomans, lluitant en diversos enfrontamentsel 1r d'octubre quan van capturar 750 presoners i diverses metralladores.
Mentrestant, la 13a Brigada de Cavalleria (5a Divisió de Cavalleria) va avançar cap a l'est de la ciutat fins a la carretera de Homs, on es va posar en contacte amb la 14a Brigada de Cavalleria que havia passat per Damasc a les 10:30h també per la porta de Bab Tuma per desplegar llocs avançats.
L'endemà, a les 06:15h del 2 d'octubre de 1918, es va informar que una llarga columna intentava fugir cap al nord. El 9è Regiment de Cavalleria Lleugera va sortir al trot a les 06:45h i es va posar ràpidament a nivell del cos principal de la columna, dos esquadrons van rebre l'ordre d'avançar cap a Khan Ayash abans de l'entrada d'un pas. Tan bon punt van tallar la carretera per davant, un tercer esquadró va cavalcar per atacar el flanc de la columna però abans que pogués enfrontar-se, la columna es va rendir. Havien capturat més de 2.000 presoners, inclòs un comandant de la divisió i l'estendard del 146è Regiment, l'únic color otomà que van prendre els australians a la Primera Guerra Mundial. El 146è Regiment només havia estat recentment una de les dues «formacions disciplinades».

### La marxa de Chauvel per Damasc el 2 d'octubre
Quan Harry Chauvel va arribar a Damasc, va dir al seu personal que va acampar en un hort fora de la ciutat mentre completava un reconeixement. Va enviar un missatge a Lord Allenby a través d'un avió i també va enviar a buscar l'oficial de subministrament britànic que havia estat adscrit a les Forces del Hijaz. Segons Chauvel, aquest oficial va informar que la situació a la ciutat era caòtica i que la intenció del Hejaz era «fer el menys possible als britànics i fer pensar a la població que són els àrabs els que han expulsat els otomans». Com a resultat, Chauvel va decidir marxar per la ciutat l'endemà, amb «pràcticament totes les unitats estaven representades; pistoles, cotxes blindats, tot, i també vaig prendre possessió de la casa de Djemal».

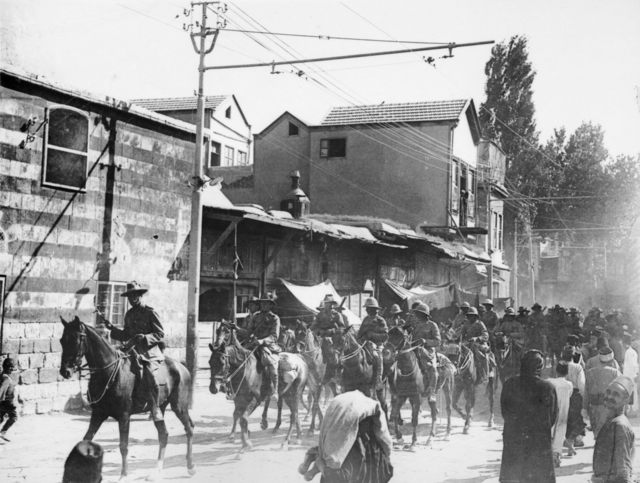
El tinent general Sir Harry Chauvel al comandament del Desert Mounted Corps dirigeix el seu cos a través de Damasc el 2 d'octubre de 1918
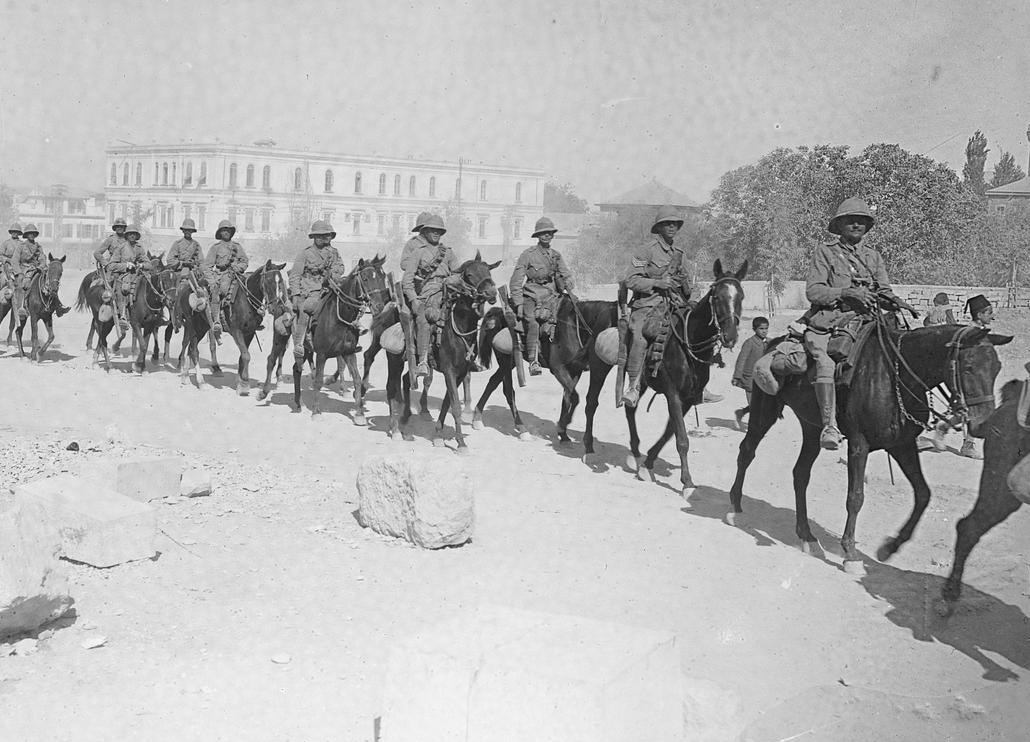
Gloucester Yeomanry a la marxa del general Chauvel per Damasc el 2 d'octubre de 1918

Allenby havia ordenat a Chauvel que treballés a través de T. E. Lawrence fins que arribés, però Lawrence estava preocupat de veure el príncep Faisal governar Síria, i es va oposar a una demostració de força. No obstant això, segons Preston, Chauvel va ordenar una «exhibició de força per espantar els elements turbulents de la ciutat». Es va unir a ell Barrow, el comandant de la 4a Divisió de Cavalleria, Macandrew, el comandant de la 5a Divisió de Cavalleria i el comandant de la Divisió Muntada d'Austràlia Hodgson, juntament amb representants de l'estat major, un esquadró de cada regiment, una bateria de cada divisió de British Territorial Royal Horse Artilleryla i una secció del 2n Esquadró de Metralladores de Nova Zelanda. Aquestes tropes van marxar per Damasc des de Meidan al sud. Els esquadrons representaven Cavalleria Lleugera australians, Chasseurs d'Afrique i Spahis francesos, Yeomenry britànic, regiments de cavalleria indi i un esquadró de la 2a Brigada de Cavalleria Lleugera que formava part de l'escorta del comandant del cos, representava la Divisió Muntada de l'ANZAC comandada per Chaytor.

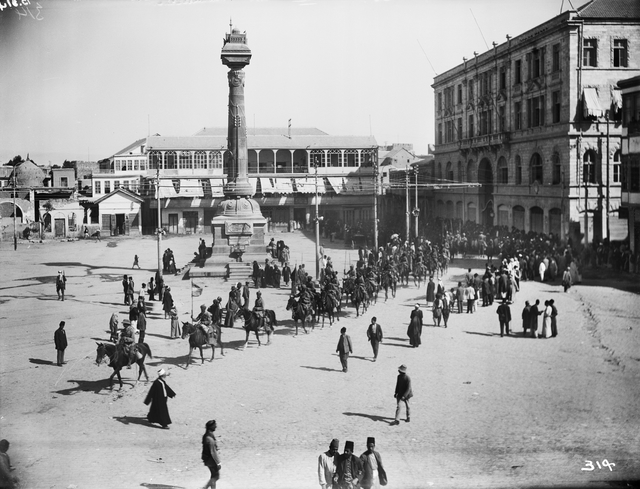
Cavalleria índia entrant a la plaça central de Damasc, Síria, el 2 d'octubre de 1918
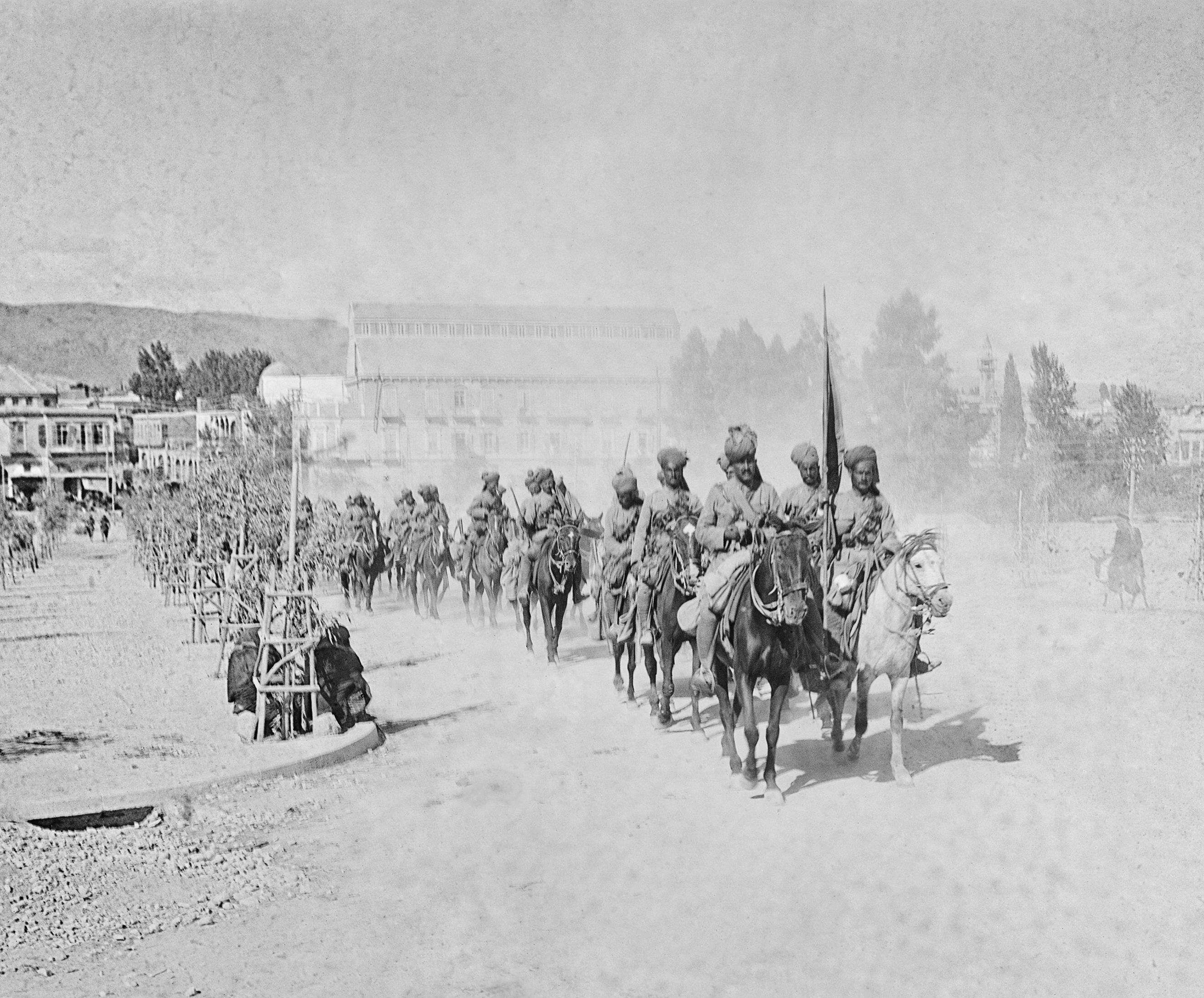
9è Cavallerial de Hodson durant la marxa del general Chauvel per Damasc el 2 d'octubre de 1918

La marxa per Damasc va començar a les 12:30h i va acabar a les 15:00h amb les unitats de tornada al bivac d'El Mezzo a les 16:00h quan es van assignar dues tropes de l'esquadró B per protegir l'Australian Mounted Divisional Train.

### Trobada a Damasc, 3 d'octubre

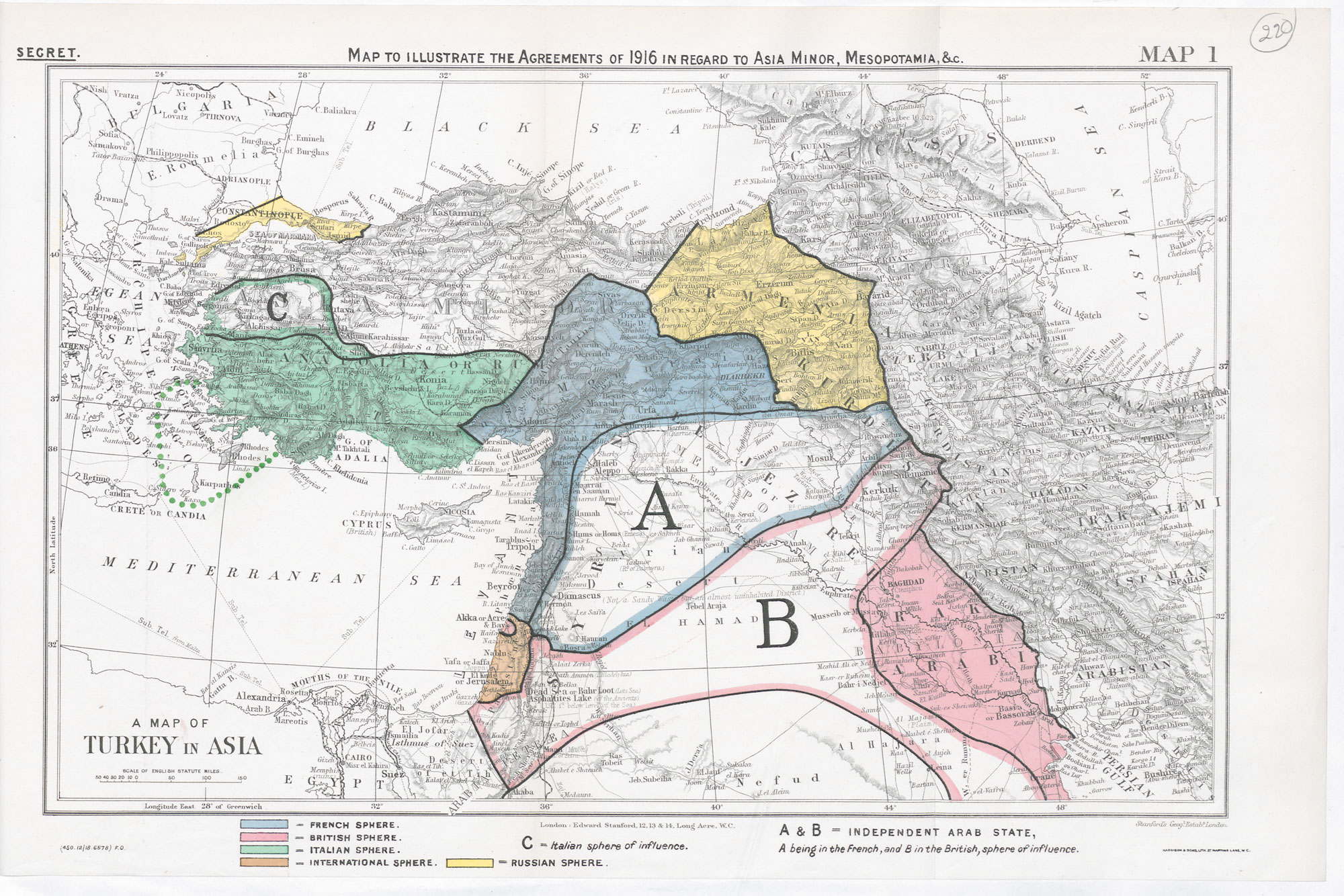
Repartiment de l'Imperi Otomà entre les Potències Aliades

Al llarg de finals de setembre, Allenby, Chauvel i l'oficina de guerra britànica van compartir telegrames discutint les seves intencions respecte a l'administració de Síria després de la caiguda de Damasc. La zona incloïa forts interessos francesos, encara que Gran Bretanya volia que el príncep Faisal governés Síria des de Damasc i la seva força àrab havia de controlar la ciutat. Això no s'estendria a les zones d'influència francesa, tot i que Allenby va determinar que designaria oficials britànics per administrar les zones a l'est de Jordània fins que es pogués formar l'administració àrab. Però a Damasc planejava mantenir reconeguda l'administració àrab i nomenaria oficials d'enllaç francesos, tot conservant el comandament general com a comandant en cap.
Allenby va arribar a Damasc a l'Hotel Victoria, on es va reunir amb el príncep Faisal el 3 d'octubre. Li va dir al príncep Faisal que «moderi els seus objectius i esperés decisions de Londres», i va explicar que controlaria Síria però no el Líban, que controlarien els francesos. Allenby va continuar destacant que estava al comandament suprem i que, «mentre les operacions militars estiguessin en curs... tota l'administració ha d'estar sota el meu control», mentre li va informar que «els governs francès i britànic havien acordat reconèixer l'estatus bel·ligerant de les forces àrabs que lluiten a Palestina i Síria, com a aliades contra l'enemic comú».
El príncep Faisal va afirmar que T. E. Lawrence li havia assegurat que els àrabs administrarien tot Síria, inclòs l'accés a la mar Mediterrània a través del Líban sempre que les seves forces arribessin al nord de Síria al final de la guerra. Va afirmar no saber res sobre la reclamació de França al Líban. Allenby va marxar poc després cap a Tiberíades.

#### El govern alemany dimiteix
El govern alemany va dimitir el 3 d'octubre amb els seus exèrcits en retirada després d'una sèrie de derrotes.

### L'ocupació continua
El 12è Regiment de Cavalleria Lleugera va fer bivac a 910 m al nord-est de Kafarsouseh des del 1r d'octubre, mentre que l'Esquadró «A» va romandre a 13 km al sud de Damasc, l'Esquadró «C» va informar al coronel T. E. Lawrence per fer guàrdia a la ciutat i va vigilar el Tren de la Divisió «B». El 4 d'octubre, el regiment es va fer càrrec de les funcions de guàrdia de la 5a Divisió de Cavalleria i es va traslladar al bivac al sud-oest d'El Mezzo. A les 7:00h del 7 d'octubre, un avió Taub va llançar tres bombes a uns 370 m des del quarter general del regiment sense causar cap baix. A les 08:30h el quarter general del regiment i els esquadrons «A» i «B» es van traslladar a Damasc vivint a la Casa Blanca, 1 km a l'oest de les barraques de la caserna, mentre que l'esquadró «C» va fer bivac a prop de l'Hospital francès a la carretera d'Alep, no gaire lluny de l'Hospital anglès. Aquí van continuar diverses tasques de guàrdia.
Allenby va informar a l'oficina de guerra:
| «                                               | El total de presoners capturats per la Força Expedicionària Egípcia supera ara els 75.000, i es calcula que de les tropes del 4t, 7è i 8è Exèrcits i L. de C. no se n'han escapat més de 17.000, i que només 4.000 d'aquests són fusells efectius. En aquests moments encara tenim a Damasc 25.000 d'aquests 75.000 presoners, i pel seu estat de salut i la manca d'ambulàncies i camions, hi ha dificultats per recuperar-los. A causa d'un brot de còlera a Tiberíades, aquest lloc [on Allenby tenia la seva seu], que podria haver estat una bona parada en el viatge, no està disponible. Del total de presos encara queden 16.000 malalts i ferits per evacuar. Damasc és tranquil i el preu dels aliments ha baixat un 20% respecte al que era durant l'ocupació otomana. (Faisal m'ha informat a través del meu oficial d'enllaç amb l'Administració àrab que no emetrà cap proclama sense consultar-me. Està una mica preocupat per les intencions dels francesos, però l'estem tranquil·litzant de totes les maneres possibles.) Hi ha una mica de misèria i malalties a Amman, però les meves autoritats mèdiques s'encarreguen d'això. En cas contrari, la situació a la zona d'Amman-Es Salt és satisfactòria. | » |
| — Carta d'Allenby a Wilson, 8 d'octubre de 1918 | |   |

#### El camp de presoners de guerra de Kaukab
A Kaukab, a 10.000 presoners d'un recinte es van sumar 7.000 més traslladats d'un recinte a El Mezze, «en estat deplorable». Van morir al principi a 70 diaris, que es van reduir a quinze al dia, sota el comandament del tinent coronel T. J. Todd, del 10è Regiment de Cavalleria Lleugera, que va prendre la guàrdia el 7 d'octubre de dos esquadrons del 4t Regiment de Cavalleria Lleugera i un esquadró de l'11è Regiment de Cavalleria Lleugera comandats pel major Bailey. Todd va trobar «[r]accions pobres i no hi havia cap provisió per cuinar. Sense fàrmacs, ni embenats per a malalts i ferits dels quals uns 3000 van requerir atenció mèdica urgent».

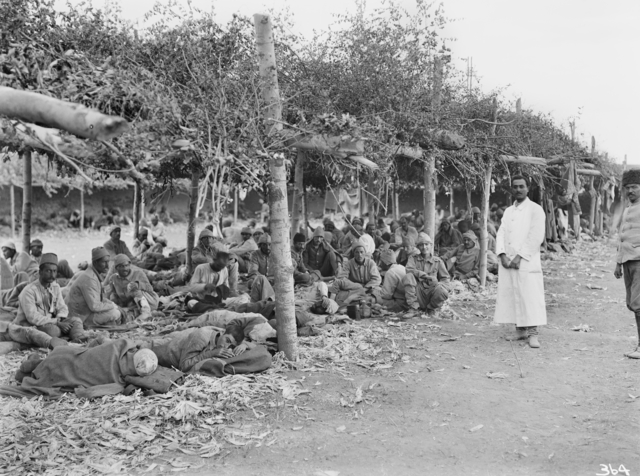
Part de l'hospital annex al camp de presoners de guerra otomà de Kaukab
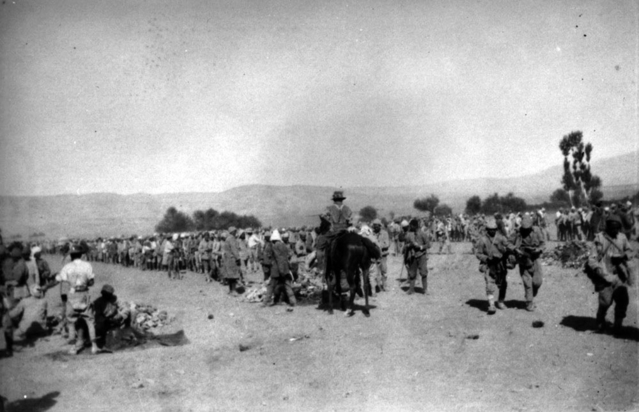
Distribució de racions a alguns dels 18.000 presoners de guerra acampats a Kaukab l'octubre de 1918

Todd va fer traslladar els homes més febles a les cases del poble, va subministrar mantes i metges sirians per tractar els malalts, va organitzar els presoners en companyies sota el comandament dels seus propis oficials i es van desenvolupar arranjaments sanitaris. Quatre metges entre els oficials presos van començar a treballar al recinte, però cap parlava anglès. El primer dia van ser enterrats 69 morts; l'endemà 170. El 8 d'octubre es van rebre cinc cuines mòbils otomanes i es va cuinar sopa per als malalts. Quatre abeuradors i quatre bombes es van aixecar al llarg de la riera per als presoners de guerra. Els informes diaris enviats amb urgència demanaven mantes, medicaments i desinfectant. El 9 d'octubre de 762 oficials otomans i 598 soldats més van ser enviats al recinte mentre no hi havia evacuacions cap al Jordà. Dos intèrprets van arribar el 10 d'octubre i el tinent coronel Todd va ser nomenat comandant dels presoners de guerra de la zona de Damasc. L'endemà, les racions s'havien tornat bastant satisfactòries, però es necessitaven urgentment medicaments, mantes i desinfectant. El 18 d'octubre, el primer grup de 1.000 presoners van ser evacuats per carretera organitzats en grups de 100 amb els seus propis sotsoficials, i altres van seguir. El 30 d'octubre, la Cavalleria de Jacob va informar de rellevar el 10è Regiment de Cavalleria Lleugera que va marxar a les 15:30h cap a Homs.

### Problemes addicionals
Damasc es trobava a 240 km de les bases de la Força Expedicionària Egípcia i Alep es trobava a 320 km més enllà de Damasc. El problema més difícil provocat per aquestes grans distàncies va ser el subministrament d'aliments i comoditats mèdiques, perquè no es podia mantenir un servei de subministrament regular en les vies de comunicació.
Els ports capturats es van organitzar ràpidament com a bases avançades, per subministrar avanços tant al XXI Cos de Bulfin com al Cos Muntat del Desert de Chauvel. Els subministraments van començar a desembarcar a Haifa el 27 de setembre amb 1.000 tones desembarcades cada dia durant la primera setmana d'octubre, però mancava la infraestructura per traslladar els subministraments els 137 km de Haifa a Damasc i 117 km d'Afula a Damasc, amb un cos de Samak de Damasc i transportat en camions a Damasc.

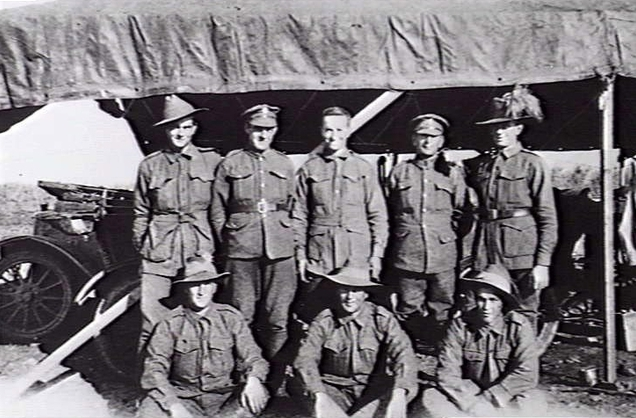
Damasc, novembre de 1918. Conductors que van servir amb el major Wilfrid Kent Hughes
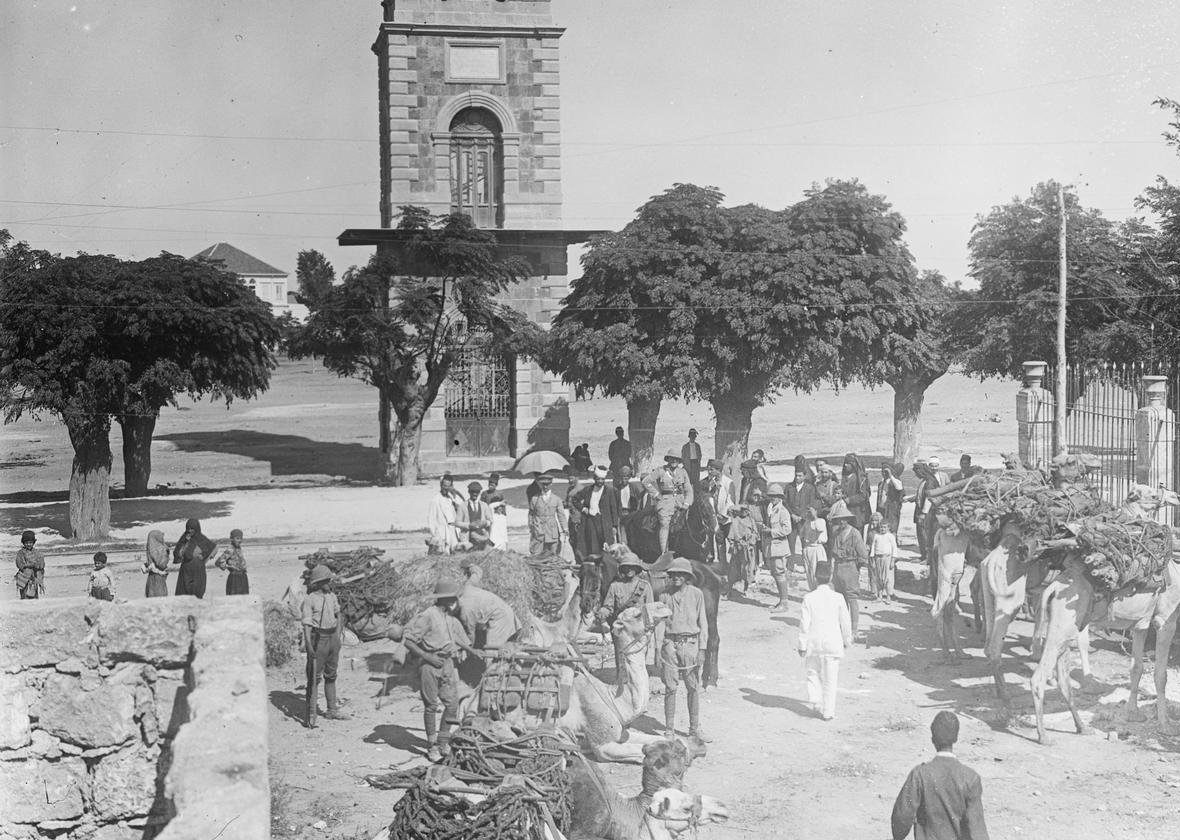
Tropes i camells britànics a Trípoli, als quals van arribar els cotxes blindats i la cavalleria del XX Cos el 13 d'octubre, la 19a Brigada el 18 d'octubre, la resta de la 7a Divisió el 28 d'octubre i la Divisió Muntada australiana el 7 de novembre de 1918.

Al començament de la persecució, la ruta de subministrament anava des de Haifa, a Natzaret i a Tiberíades i Samakh, però quan el Cos Muntat del Desert va arribar a Damasc, el cos havia superat les seves columnes de subministrament. Els principals problemes van ser els danys al ferrocarril de Haifa a Samakh, que es va reparar el 30 de setembre, i el molt mal estat d'un tram de carretera de 3,2 km des de Jisr Banat Yakub cap a Quneitra. El tram de «menys d'un quilòmetre i mig des de l'encreuament del Jordà a Jisr Banat Yakub», va trigar de mitjana entre un dia i un dia i mig per reparar. Va trigar tres dies en camió a recórrer els 140 km des de Semakh fins a Damasc. «Només hi havia una carretera estreta i tortuosa, que anava cap al sud-oest i travessava un pont estret que es va trencar diverses vegades i només era prou ample per a un vehicle. La majoria de les tropes estaven acampades al llarg d'aquesta carretera, als afores de la ciutat, i, com que era l'única via per la qual ells i els camions de subministrament de motor del cap de ferrocarril de Semakh podien arribar a la ciutat, sovint estava bloquejada».
El 4 d'octubre de 1918, el comboi de racionament es va avariar deixant al 12è Regiment de Cavalleria Lleugera curts dos àpats. A partir del 19 d'octubre, subministraments i racions de te, llet i sucre van ser desembarcats a Beirut i es van portar en camions a Damasc i Baalbek per a les dues divisions de cavalleria.
El 22 d'octubre Allenby va informar:
| «                                                | Estic treballant als ponts trencats de la vall de Yarmuk; i, mentrestant, salvar la bretxa amb camells i vehicles de motor. Pel que fa a les carreteres, proposo concentrar-me en la carretera de la costa des de Haifa cap al nord, després la carretera Trípoli-Homs i després la carretera Beirut-Baalbek. Espero mantenir-los transitables durant les pluges; després, amb el meu ferrocarril d'ample estàndard fins a Haifa, i fent servir el ferrocarril otomà Haifa-Damasc-Rayak, puc seguir endavant. El ferrocarril, al N. de Rayak, és d'ample estàndard; i les travesses són d'acer, de manera que no puc estrènyer la línia a mida; per tant, em temo que encara no serveix per a mi. | » |
| — Carta d'Allenby a Wilson, 22 d'octubre de 1918 | |   |

### Confiscacions
Els prop de 20.000 homes i cavalls del Cos Muntat del Desert van dependre molt dels subministraments locals des del 25 de setembre fins que els francesos es van fer càrrec de la zona el 1919. Entre el 25 de setembre i el 14 d'octubre, el Cos Muntat del Desert va dependre del farratge del que podien confiscar, afortunadament, excepte en una o dues ocasions, l'aigua era abundant.
El subministrament d'aliments per a les tropes i els 20.000 presoners depenia de les confiscacions; «un negoci que exigeix paciència i una barreja de fermesa i tacte». Aquest negoci es va dur a terme «sense dificultats extremes, i sense privar de cap manera els habitants d'aliments essencials». El pa i la carn per als homes també es proveïen en gran part de fonts locals. El gra amagat a Damasc i les ovelles i el bestiar de la regió local van ser confiscat.

### Situació mèdica
Al principi, cap unitat sanitària va poder entrar a Damasc, un poble d'uns 250.000 habitants, a causa de l'agitació i la situació política incerta. Van començar a venir l'endemà. Molts dels 3.000 malalts i ferits otomans es van trobar en sis grups d'hospitals. Un grup d'hospitals de Babtuma va allotjar 600 pacients, un altre grup va allotjar 400 pacients, 650 soldats otomans greument ferits es van trobar a l'hospital de Merkas, uns 900 es van trobar a la caserna de Beramhe. En un edifici proper a l'estació de ferrocarril de Kadem es van trobar 1.137 casos. Per ordres de Chauvel, se'ls va fer la primera atenció del servei mèdic.
Tot i que es van trobar alguns casos de còlera a Tiberíades i es van erradicar ràpidament, no n'hi havia cap a Damasc, però entre els pesos presos es van trobar malalts de tifus, febre tifoide, febre recurrent, oftàlmia, pel·lagra, sífilis, malària i grip. Les ambulàncies de camp del Cos Muntat del Desert van tractar més de 2.000 casos amb 8.250 pacients ingressats als hospitals de Damasc. Les evacuacions van ser principalment per combois motoritzats als ports més propers i després per vaixells hospital. Al principi, tots els malalts greus britànics i otomans van ser retinguts a Damasc a causa de l'àrdua evacuació dels 230 km de distància a Haifa.
El viatge cap a Haifa va començar en camions de motor des de Damasc fins a Samakh, però va ser tan esgotador que es va haver d'efectuar en dues etapes. La primera etapa de 68 km va ser fins a Quneitra, on la secció mòbil de la 4a Light Horse Field Ambulance els va mantenir durant la nit. La segona etapa va ser a l'estació de recollida de la 4a Divisió de Cavalleria de Rosh Pina, i després a Semakh, on l'estació de recepció de la 4a Divisió de Cavalleria va posar els malalts en trens cap a Haifa, a uns 80 km de distància. Després del seu viatge de 230 km van ser atesos per una ambulància de camp britànica fins que un vaixell hospital els va portar a Egipte. També es van utilitzar ambulàncies de motor, però es van avariar i es van acabar les provisions de benzina.
El suport de camions va ser insuficient per a l'evacuació de malalts i ferits, així com per a l'evacuació dels presoners. Hi havia més de 10.000 presoners a la zona de Damasc que van exercir una gran pressió sobre el subministrament d'aliments. Downes escriu que «es va disposar que els camions de retorn de municions, disponibles només a intervals molt irregulars, s'haurien d'utilitzar per als malalts i ferits, i els camions de subministrament per als presoners de guerra».
Al llarg de la persecució per part de la Divisió Muntada d'Austràlia, la 5a Divisió de Cavalleria, i la 4a Divisió de Cavalleria, es van mantenir ferits i un nombre creixent de malalts a les estacions de recollida. Van esperar l'evacuació tornant els camions de motor de subministrament. En un monestir sobre la riba de la mar de Galilea al nord de Tiberíades, els monjos tenien cura dels australians malalts que creien que estaven a casa seva; la costa durant 1 km més enllà d'un petit moll estava plantada d'eucaliptus. Menjaven plàtans acabats de collir d'un bosc proper, taronges i peix fresc.
Les 4a i 5a Divisions de Cavalleria a la zona de Rayak-Moallaka van rebre l'ordre d'aturar les evacuacions a Damasc fins que s'establís el camí de Beirut. Després de l'ocupació de la ciutat l'11 d'octubre, es va desembarcar un hospital combinat de compensació a Beirut i es va convertir gradualment en la principal ruta d'evacuació via Moallaka des de Damasc, una distància de 114 km quan la ruta de Samakh va acabar. Segons Downes, la ruta entre Damasc i Beirut es considerava de bona qualitat. Dirigint-se cap a l'oest per la serralada Antilíban, va travessar després «una plana entre les dues serralades i ascendeix la serralada del Líban. La carretera que pujava pel costat est de la serra, després d'haver estat reparat un pont volat, era bona. Va ser, però, molt costerut i sinuós durant diversos quilòmetres, el descens fins a la costa, que implicava nombrosos girs pronunciats, era encara més perillós, en alguns casos era massa per als frens de les ambulàncies a motor».

### Grip espanyola i malària

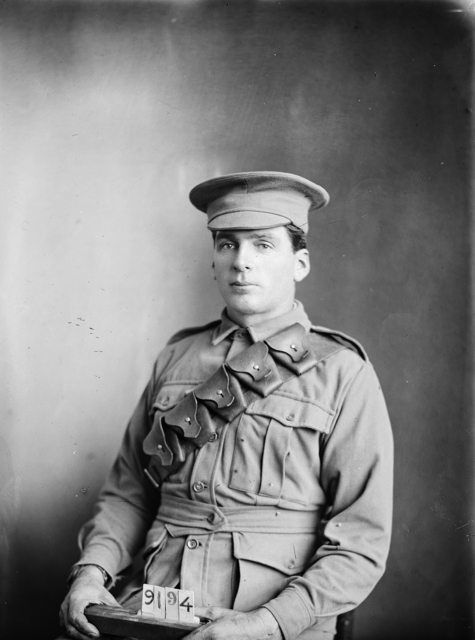
Retrat d'estudi del conductor Joseph Albert Murphy 1030 4t Regiment de Cavalleria Lleugera va embarcar a Sydney el 25 de juny de 1915. Va morir de malària a Damasc el 17 d'octubre de 1918

Durant la persecució, el Cos Muntat del Desert havia viatjat per les costes malàriques de la mar de Galilea i va lluitar als bancs malàrics del Jordà entre Jisr Banat Yakub i el llac Huleh. Al cap de pocs dies d'acabar les operacions a la zona de Damasc, la malària i la grip espanyola, que després van arrasar pel Pròxim Orient, es van estendre ràpidament infectant els regiments. L'epidèmia es va estendre ràpidament, adquirint proporcions sorprenents a Damasc, al llarg de les línies de comunicació al sud de la ciutat i també al nord. Pràcticament tots els malalts en les primeres etapes eren casos greus. Els subministraments mèdics es van quedar curts ràpidament, mentre que els subministraments d'aliments adequats per a una dieta lleugera eren inadequats i les mantes i els matalassos es van quedar curts, ja que no hi havia instal·lacions per desinfectar-los, per la qual cosa van haver de ser destruïts en molts casos.
El Cos Mèdic Australià, comandat pel coronel Rupert Downes, es va fer responsable de la cura dels malalts a Damasc. El major W. Evans, el DADMS de la Divisió Muntada australiana, va ser nomenat oficial mèdic principal de Damasc i es va convertir en responsable de la reorganització del sistema hospitalari.
Els casos de malària maligna contrets a la vall del Jordà al sud de Jisr ed Damieh abans de l'ofensiva, van ser augmentats pels contrets a la vall del Jordà al nord de Jisr ed Damieh i al voltant de Beisan. La setmana que va finalitzar el 5 d'octubre, més de 1.246 soldats del Cos Muntat del Desert havien informat sobre malalts a l'hospital i es van notificar altres 3.109 casos la setmana següent. Molts dels que havien contret anteriorment patien malària a la vall del Jordà es trobaven ara en un clima diferent, cansats i esgotats per dues setmanes d'operacions gairebé constants, i van caure i/o van contreure la grip espanyola, la pandèmia de grip.
Downes descriu la situació de la següent manera:
| «                                         | ...durant la primera setmana a Damasc es va produir un brot molt intens de malaltia febril greu. La naturalesa exacta d'això no estava clara en aquell moment i, de fet, en certa mesura ha continuat sent un tema de debat. Damasc es trobava llavors en una grip pneumònica i se sospitava —en alguns casos no sense causa— de disenteria, tifus, còlera, flebotom i altres febres. En les circumstàncies que existien, bé es pot creure que l'observació clínica propera no va ser fàcil. La major part de la pirèxia es deia grip, disenteria o fins i tot còlera. Es sospitava un brot de febre cefaloraquidia. L'arribada de l'Estació de Diagnòstic de la Malària el 12 d'octubre va aclarir en certa mesura la situació. Tots els suposats casos de còlera i cerebrals, i una gran proporció dels de disenteria, es van trobar malària. Dels casos diagnosticats com a grip i la sang dels quals es va examinar, es va trobar que una gran proporció albergava el paràsit de la malària i es va suposar que eren casos d'aquesta mateixa malaltia. Per tant, és evident que, simultàniament a un brot de grip pneumònica, en aquest moment es va produir un gran augment de la incidència de malària maligna tant al Cos Muntat del Desert com a la Força de Chaytor. | » |
| — R. M. Downes, Australian Medical Corps. | |   |

A causa d'una interrupció de les evacuacions el 10 d'octubre, l'única estació de recepció divisional de Damasc, la 5a Divisió de Cavalleria, tenia l'11 d'octubre entre 800 i 900 malalts greus, majoritàriament amb broncopneumònia i malària maligna. Hi va haver moltes morts i alguns casos de diarrea per malària es van diagnosticar com a còlera. L'estació de diagnòstic de la malària va arribar l'endemà. El personal estava esgotat i molt reduït; els subministraments mèdics i les mantes s'esgotaven. Un centenar de genets lleugers australians van ser reassignats a les tasques d'ordre mèdic, un gran comboi de malalts va ser evacuat per camions de motor l'endemà, i l'arribada de subministraments de llet va alleujar la situació. L'estació de recepció de la Divisió Muntada d'Austràlia també va arribar i va rellevar l'estació de recepció de la 5a Divisió de Cavalleria que havia admès 1.560 malalts britànics i australians d'un total de 3.150 ingressats a totes les unitats mèdiques aquella setmana. A l'hospital de Babtuma els malalts otomans van passar de 900 a 2.000. Els presoners de guerra malalts van ser retinguts a Damasc a causa de la manca d'allotjament a Egipte.

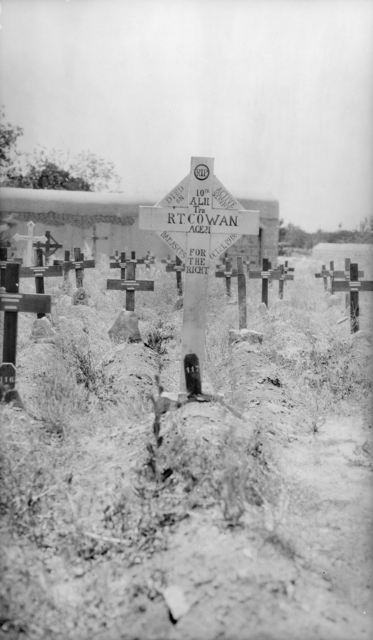
El cementiri original de Damasc inclou la tomba del soldat Raymond Talbot Cowan 10è Regiment de Cavalleria Lleugera que va morir de malària el 24 d'octubre de 1918

El personal del servei mèdic es va emmalaltir a un ritme superior als casos de les unitats de combat i no arribaven reforços. La pèrdua dels funcionaris administratius va ser paralitzant. L'estació receptora de la 4a Divisió de cavalleria no va poder moure's durant vuit dies a causa d'una malaltia; només dues ambulàncies de motor tenien conductors. Molts metges es van emmalaltir durant el període, inclosos els membres del personal del cos. Això incloïa el DDMS, el coronel Rupert Downes. Dels 99 metges de les tres divisions muntades del Cos Muntat del Desert, 23 estaven malaltes i el DDMS del cos estava malalt des del 6 d'octubre; el Serveis Mèdics de Defensa (DMS) de la Força Expedicionària d'Egipte no tenia cap oficial disponible per substituir-lo. Ell, juntament amb l'ADMS i el DADMS de la Divisió Muntada d'Austràlia, van fer el que van poder des dels seus llits; la 5a Divisió de Cavalleria de l'ADMS es va mantenir bé però amb la seva divisió avançant cap a Alep.
El 14 d'octubre, la posició a Damasc es va tornar a normalitzar ràpidament i el 16 d'octubre es considerava que la cadena d'evacuació funcionava de manera satisfactòria. El DMS de la Força Expedicionària d'Egipte a Ramleh després d'una visita del seu ADMS l'11 d'octubre a Damasc va ordenar a 100 soldats de la RAMC que havien anat de camí cap a França com a infanteria que tornessin a Damasc el 18 d'octubre. Això seria seguit l'endemà per 18 cotxes del Motor Ambulance Convoy i la 25a Casualty Clearing Station es va fer càrrec de la Divisió Muntada d'Austràlia que va rebre els casos de l'estació. El Cos Muntat del Desert va lliurar l'administració dels malalts a Damasc a les línies de la Seu de Comunicacions a principis de novembre, després d'haver acabat els combats amb l'Imperi Otomà.
Tres setmanes després que Damasc fos ocupat, Allenby va informar a l'Oficina de Guerra explicant els seus plans d'evacuació. Va informar que inicialment havia planejat evacuar milers de tropes a Malta, però les evacuacions de Salònica havien reduït la capacitat de sobra de Malta. També va destacar que la salut dels presoners otomans estava millorant i que, a l'espera del transport, seran evacuats a Egipte.
Del total de 330.000 membres de la Força Imperial Australiana (AIF) que van sortir d'Austràlia durant els quatre anys de guerra, 58.961 van morir, 166.811 havien resultat ferits i 87.865 estaven malalts. Després de l'avanç a Damasc, es van patir més casos de malària que els que mai han patit les forces australianes..

#### El 12è Regiment de Cavalleria Lleugera
Els homes del 12è Regiment de Cavalleria Lleugera s'informava al Diari de Guerra del 8 d'octubre que «estaven lluny d'estar bé i requereixen un bon descans, si no, les files quedaran molt esgotades». El 12 d'octubre el nombre de malalts augmentava i dos dies després, el regiment informava que les tropes «... encara ho passaven malament amb febre. 50 presoners diaris...[eren]...emprats per cuidar els cavalls i netejar les línies perquè hi poguessin disposar d'homes suficients...[podien]...disposar-se dels llocs habituals de [guàrdia]». El 17 d'octubre, el regiment tenia poques tropes per un oficial i 144 rangs més. L'endemà van arribar vuit reforços i el 19 d'octubre ja havia passat el pitjor, després de la qual cosa es va informar que la situació començava a millorar amb el pas de cada dia.

### Estat dels cavalls
Els cavalls que havien estat al camp, fins i tot amb condicions desfavorables, van sobreviure a les llargues marxes portant unes 20 pedres (130 kg) i ràpidament van recollir després, mentre que els que havien arribat recentment no ho van fer tan bé.
Durant la batalla de Meguido i la presa de Damasc; del 15 de setembre al 5 d'octubre, 1.021 cavalls van morir en combat, per malaltia o van ser sacrificats. D'un total de 25.618 cavalls implicats en les campanyes, 3.245 van ser ingressats en hospitals veterinaris i seccions veterinàries mòbils. Principalment patien mal comportament, debilitat, febre i còlics o diarrea. Després de ser atesos, 904 van tornar al servei.

### Impacte de les malalties en l'efectivitat de la Força Expedicionària Egípcia
Les pèrdues dels dos cossos d'infanteria van ser elevades, però aquestes divisions, que es trobaven principalment en zones lliures de malària prop d'estacions de ferrocarril i hospitals, no van ser necessàries per a les operacions militars, excepte la 7a Divisió (Meerut) que va avançar per ocupar Beirut i Tiberíades. Les pèrdues del Cos Muntat del Desert eren alarmants perquè qualsevol avanç posterior dependria en gran manera de la seva capacitat de lluita.
El nombre de malalts a causa de la malària (malària principalment maligna), duplicada del 1r de setembre al 1r d'octubre (del 2,85% al 5,51%), i els soldats indis i europeus es veuen gairebé igualment afectats. El nombre de malalts del Cos Muntat del Desert durant la setmana que va acabar el 5 d'octubre amb 1.246 va augmentar a 3.109 per a la setmana que va acabar el 12 d'octubre. Tot i que la taxa de mortalitat no va ser alta, a Damasc es van produir quatre vegades més morts que entre el 19 de setembre i el 1r d'octubre. De les 479 morts a l'hospital durant els mesos d'octubre i novembre, menys de 20 van ser per ferides.

## Conseqüències

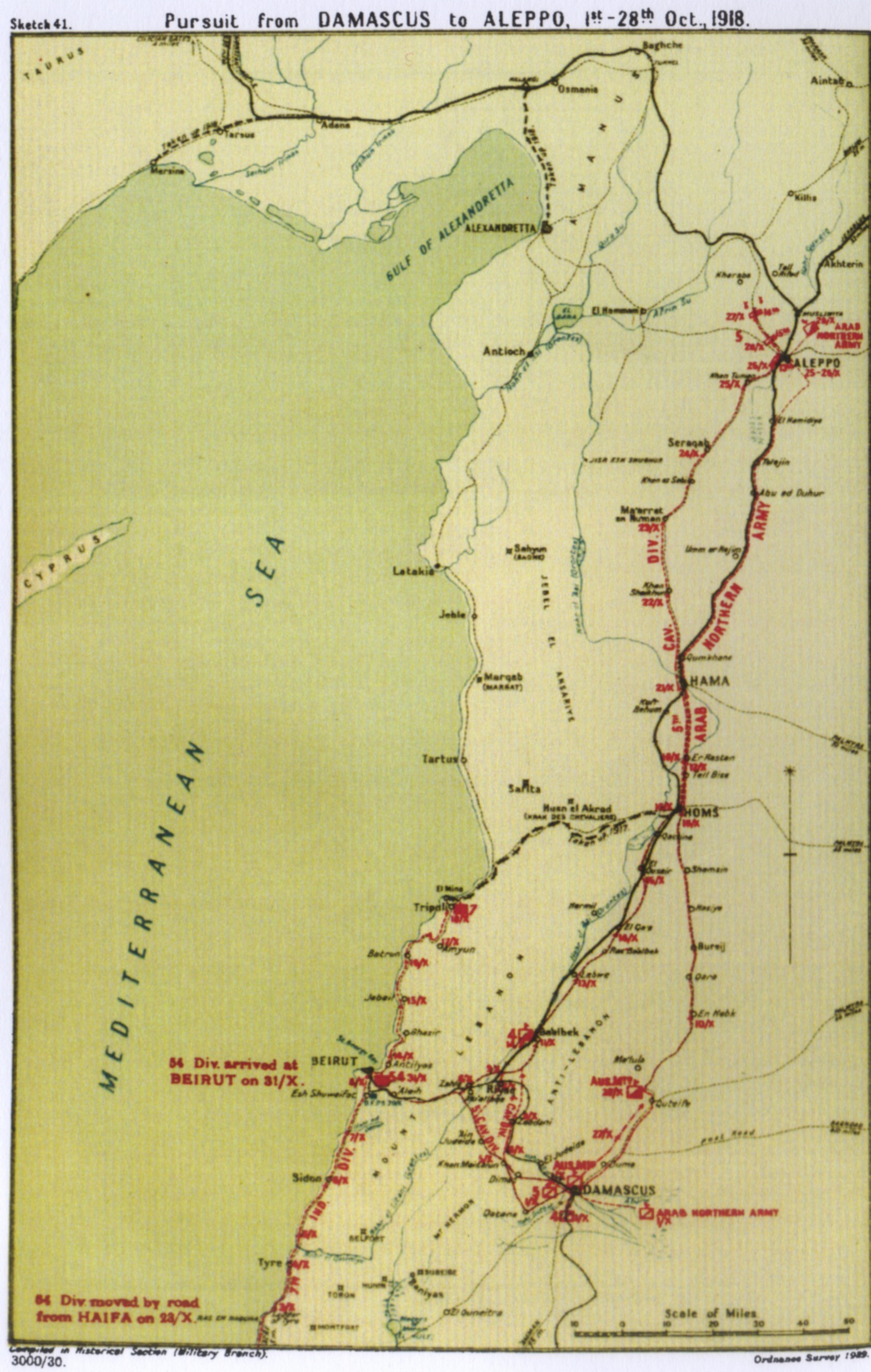
Mapa 41 de Falls. Persecució de Damasc a Alep del 1r al 28 d'octubre. No es mostra l'avançament de la divisió muntada australiana a Homs del 29 d'octubre al 1r de novembre

La presa de Damasc va ser una victòria tan influent que va fer improbables futures grans batalles al teatre d'operacions, malgrat la naturalesa continuada del conflicte. Segons Cyril Falls, res més que la distància mateixa podria separar durant molt de temps la Força Expedicionària Egípcia de «les masses muntanyoses de Taurus i Amanus». Falls afirma que en aquesta etapa de la guerra, els aliats creien que els recursos de l'Imperi Otomà estaven «gairebé esgotats», i encara que la dislocació econòmica com a conseqüència de la guerra va provocar fams al Líban i Síria el 1918, la situació continuava sent incerta. A més, també es desconeixia la capacitat de l'Imperi Otomà per reemplaçar els exèrcits perduts.
L'avanç per la costa mediterrània de la 7a Divisió (Meerut) va ocupar Beirut el 7 d'octubre i Trípoli el 13 d'octubre quan es van capturar dos ports importants, des dels quals es va poder donar suport a la persecució interior cap al nord. Aquesta persecució per l'interior de la 5a Divisió de Cavalleria va arribar a Baalbek el 10 d'octubre, i a Homs tres dies després, on van rebre ordres d'avançar cap a Alep a 190 km de distància, el 20 d'octubre. Van sortir sense la 4a Divisió de Cavalleria però amb el suport de l'Exèrcit Xerifià i les bateries de motors blindats lleugers 2a, 11a i 12a i la 1a (australiana), 2a i 7a patrulles de vehicles lleugers.
Alep va ser capturat per l'Exèrcit Xerifià del príncep Faisal amb el suport dels vehicles blindats i la 15a Brigada de Cavalleria (Servei Imperial) el 25 d'octubre. L'endemà, la 15a Brigada de Cavalleria (Servei Imperial) estaven atacant a les fortes rereguardes d'Alep 27 d'octubre al 3 d'octubre, i la Divisió Muntada australiana va rebre l'ordre de moure's cap al nord en suport de la 5a Divisió de Cavalleria.
Un cementiri per a les víctimes britàniques i de la Commonwealth de la Primera i la Segona Guerra Mundial es troba a prop de Mezzeh.